# 外蒙古独立
外蒙古独立是指外蒙古于20世纪上半葉脫離中国獨立成为主权国家的历史事件，其中宣告从清朝独立的事件又被称为蒙古民族革命（也称为「1911年蒙古革命」），而蒙古最終成功獲得獨立是在1921年的蒙古人民革命，此後成立的蒙古人民共和國也在1946年獲得了國際社會的普遍承認。
自辛亥革命清朝崩潰后，蒙古宣布獨立建國，此後民國政府尚能掌握內蒙古，而外蒙古實際處於獨立狀態，虽一度被北洋政府撤销自治。最终在蘇聯紅軍的介入下，於1921年成立的外蒙古人民革命政府再次宣告獨立。1924年成立之蒙古人民共和国（1992年後為蒙古國）的國家地位則在二戰末期的1946年獲得中方確認。蒙古雖先後獲得國民政府和中華民國政府的承認，但冷戰期間中華民國政府遷台後曾通過所謂「控蘇案」撤銷承認，冷戰結束才再次確認其獨立地位。而中華人民共和國則始終與蒙古保持正式外交關係。
历史上的外蒙古範圍包括今日蒙古国全境以及西北部的圖瓦地区（舊名唐努乌梁海），蒙古国是国际社会广泛承认的独立主权国家，而图瓦共和国则被俄罗斯设为联邦主体。中國民間部分观点认为图瓦共和国仍存有爭議，但俄羅斯方面認為蒙古独立时唐努圖瓦也一併脫離中國，圖瓦被蘇聯并入俄罗斯苏维埃联邦社会主义共和国（即俄罗斯联邦前身），另一部分则并入當時的蒙古人民共和国庫蘇古爾省，今日俄蒙國界便因此而定。

## 歷史背景
13世纪初，乞顏部首领成吉思汗统一此地区所有部族，建立大蒙古国。其后忽必烈在中国建立元朝，元朝灭亡后蒙古残余势力退回塞外，北元及其分裂後的蒙古各部与明朝对峙。1636年后金征服漠南蒙古并建立清朝，1691年喀尔喀蒙古臣服清朝。清代后期官方文书中，出现内蒙古和外蒙古的概念。内蒙古一词指内札萨克49旗，外蒙古则指喀尔喀4部（有时也包括科布多和唐努乌梁海，与乌里雅苏台将军辖区相当）。
16世纪起，俄羅斯沙皇國经营西伯利亚，开始与蒙古地区往来。1727年中俄签定《布连斯奇界约》和《恰克图界约》（合称《布连斯奇条约》），確定蒙古属于清朝管辖。俄羅斯帝國则取得在恰克图和外蒙古地区通商贸易特权。1854年东西伯利亚总督穆拉维约夫说“中国一旦发生政变，也不应容许中国新政府把权力扩张到蒙古，在这种情况下，蒙古应受到俄国保护”。在俄國和清朝政府签订多数不平等条约中，都有关于俄国在蒙古利益条款。在此期间，俄国依据列强划分的势力范围加强了和蒙古各部的经济、文化和军事交流。
1905年日俄戰爭，1907年兩國和好簽訂合約，俄國承認日本在朝鮮之「優越地位」，日本承認俄國在外蒙古的「一切權利」。
1910年，日韓併合，日俄簽訂第二次密約，俄國尊重日本對朝鮮的行動，日本也同樣尊重俄國在外蒙古與伊犁的一切行動。
1912年，日本與俄國簽訂第三次密約，設立滿洲、內蒙古分界線，俄國承認內蒙古東部為日本勢力範圍，日本承認西部為俄國勢力範圍，以東經116度27分為日俄界線，日本从俄國取得進軍熱河的默許。
20世纪初，清廷在蒙古开展“新政”，经费全部摊派到当地，牧民“不堪其扰，相率逃避。近城（指库伦）各旗，为之一空”， 土谢图汗和车臣汗盟长以及哲布尊丹巴管理的沙毕纳尔的商卓特巴，于1910年（宣统二年）联名向库伦办事大臣和乌里雅苏台将军呈报，称“蒙古人民已经忧心忡忡地接到了几道要他们执行新政的命令，我们可怜的、为各种赋税弄得一贫如洗的盟和沙毕的台吉和牧民们，已经到了他们再也无法支持的地步了。历次颁布的命令，没有一个对蒙古人是有利的……我们希望继续古老的生活方式”。俄国也通过驻华公使向清朝表达了抗议，清廷指示库伦办事大臣变通执行。

## 博克多汗國時代

### 第一次宣佈獨立

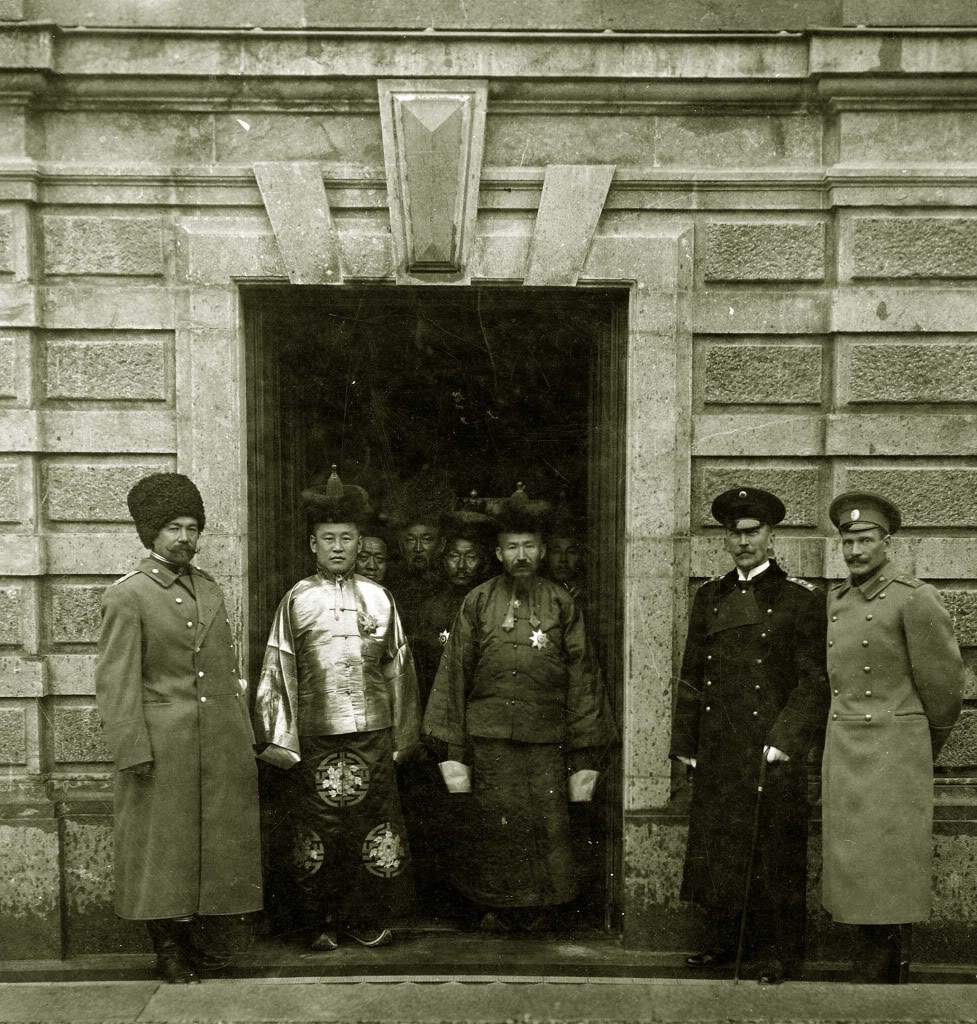
那木囊苏伦和乌泰前往圣彼得堡寻求俄国支持

宣统三年（1911年）7月，外蒙古獨立首倡者土謝圖汗部親王杭達多爾濟率團出訪俄國，得到俄國軍事支援。辛亥革命后，清朝统治逐渐瓦解，杭達多爾濟等人認為時機成熟。11月初，以土谢图汗部盟长、左翼后旗札萨克镇国公察克都尔扎布为首的“临时总理喀尔喀事务衙门”在库伦成立。11月30日，俄、蒙军队包围库伦办事大臣衙门，解除清军武装，并将庫倫办事大臣三多及其随从人员押送出境。12月1日，蒙古政府宣布脫離清朝獨立。清政府得知后电令库伦帮办大臣朋楚克车林劝谕库伦取消独立，12月21日任命在京的车臣汗部盟长多尔济帕拉穆和新任科布多办事大臣桂芳为“查办库伦事件大臣”，由于俄蒙方面阻挠未能成行。12月29日，杭達多爾濟、車林齊密特等王公喇嘛在库伦擁立外蒙古第八世哲布尊丹巴呼图克图為皇帝，哲布尊丹巴在库伦登基，尊為“博克多汗”（也譯「日光皇帝」），年号共戴，建立“大蒙古国”。
1912年1月，在俄罗斯帝国驻乌里雅苏台领事协助下，札萨克图汗索特那木拉布坦举兵反清，札萨克图汗饬令驅逐清朝乌里雅苏台将军奎芳、乌里雅苏台参赞大臣荣恩等人，限“于七日内将仓库、银、缎、军装等项，一律交蒙参赞接收，自备资斧回籍”。奎芳拒不答应，在俄罗斯帝国领事协助下派一队哥萨克骑兵强行将奎芳押解出境。5月，黑喇嘛丹毕坚赞、马克思尔扎布、达木丁苏隆和海山等人率外蒙古军队进攻科布多，新疆都督杨增新救援失败，城池陷落。
1912年初，呼伦贝尔蒙旗亦宣告独立，额鲁特旗总管胜福、新巴尔虎右翼总管车和扎、索伦代理总管成德等人，调集附近各旗蒙兵一千人，以“大清帝国义军”的名义发动叛乱。1月15日，进入呼伦（今海拉尔）城内，成立依附于大蒙古國的“自治政府”。博克多汗授胜福以“参赞大臣”头衔，作为其驻呼伦的“总督”。
博克多汗的大蒙古国政府将独立宣言及时告知内扎萨克各盟、旗，内蒙古部分地区也举行武装暴动，在乌泰等内蒙古王公策动下，库伦政府决定出兵南下，用武力占领内蒙古。北京政府为了控制内蒙古也动用武力。1913年初，蒙古军分五路向内蒙古进攻，取得普遍胜利。1913年10月止，蒙古军队基本上控制了内蒙古西部各盟、旗，但同时开始面临后方补给停止的局面。同月下旬，北洋軍开始反击，蒙古军无法再展开军事行动，年底开始从内蒙古撤军。蒙古军失败的主要原因是武器短缺和俄国政府极力反对这场战争。这场持续一年的战争给内蒙古地区造成重大灾难，民间称其为"牛年之乱"（Үхэр жилийн үймээн)。

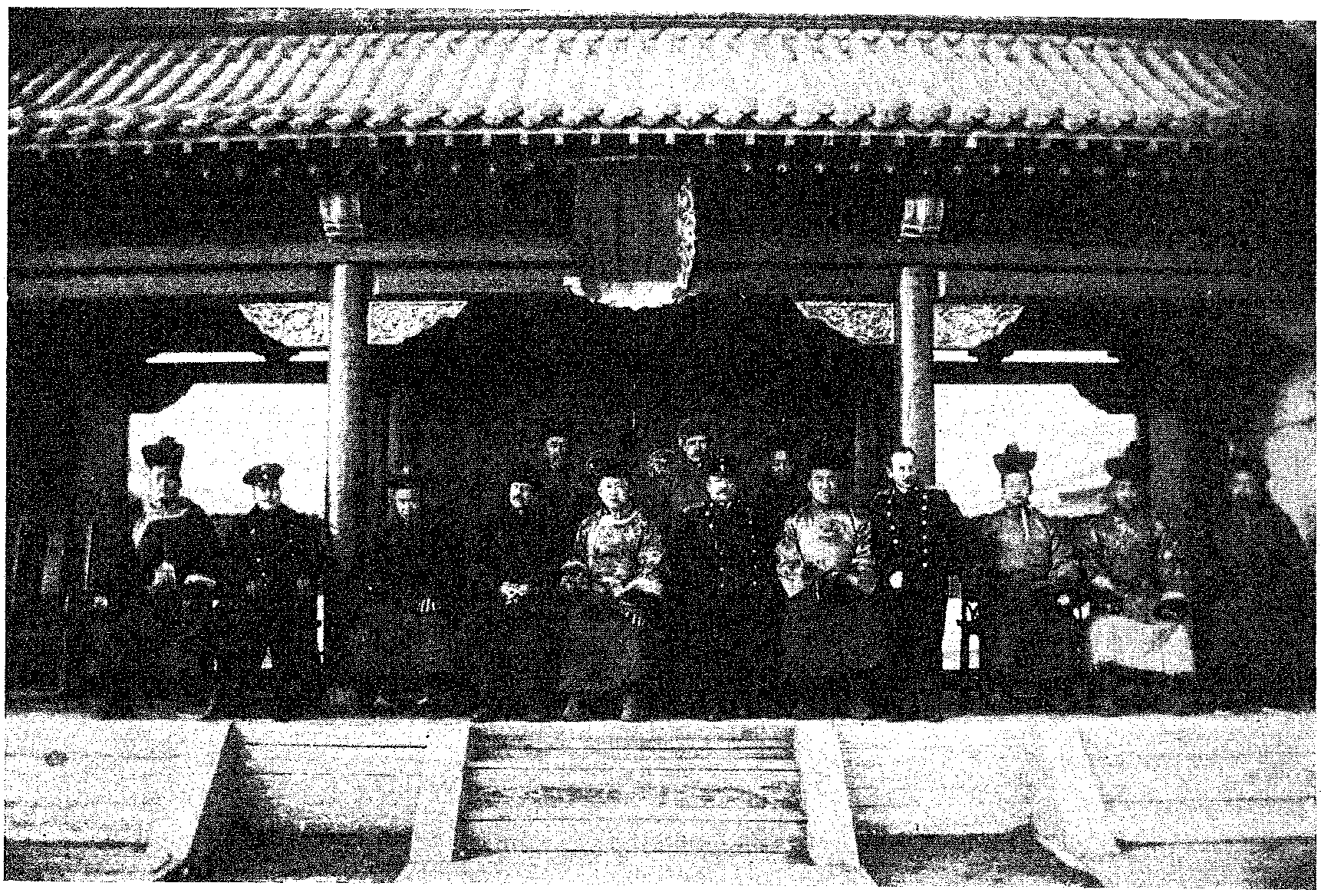
《俄蒙协约》签字期间合影

1912年11月3日，俄国前任驻华公使廓索维茨在库伦与蒙古政府签订《俄蒙协约》及《俄蒙协约专条》，俄国以支持蒙古自治换取在外蒙享有排他性商业地位，对中国在外蒙主权只字未提，引起中国不满。经过谈判，1913年9月18日，中国外长孙宝琦同俄国驻华公使库朋斯齐达成《中俄声明文件》，中国不在外蒙驻兵、殖民、设官，承认外蒙自治，承认《俄蒙协约》及其专条，换回俄国承认中国在外蒙的宗主权，基于宗主权而衍生出俄国承认外蒙古为中国领土一部分。中国对蒙权力已由主权改为宗主权。

#### 短暫自治及北洋軍占領

中華民國北洋政府佔領外蒙古（含唐努烏梁海）的範圍（1920年）

1915年6月7日，中、俄、蒙在恰克图签定《恰克图协定》，将此声明具体化。据此，同年6月9日，外蒙古宣布取消“独立的大蒙古国與共戴年號”。中华民国大总统袁世凯册封第八世哲布尊丹巴为“呼图克图汗”，并赦免独立运动人士。外蒙古取消独立，实行自治。此时外蒙古上层的僧俗两派斗争趋于白热化，哲布尊丹巴呼图克图派人毒死了外务大臣杭达多尔济与赛音诺颜部亲王那木囊苏伦，压制了世俗王公的势力。
1917年俄国爆发十月革命后，俄国势力大幅撤离外蒙，苏维埃俄国政府在1917年和1919年两次发表对华宣言，宣布废除帝俄与中国签订的不平等条约。1918年9月在外蒙古自治政府要求下，北洋政府派遣少量军队进驻库伦协防。
1919年7月25日，苏维埃俄国发表《第一次对华宣言》，称外蒙古是一个独立的国家，要求与之建立外交关系。
1919年2月、3月間召開大烏里會議名為「蒙古國體運動」又稱「泛蒙古主義」或「泛蒙運動」，主張內外蒙古結合並與呼倫貝爾（政務廳廳長凌陞）、布里亞特等勢力組聯合政府布里亚特-蒙古国。5月、6月泛蒙運動到達高峰，在海拉爾建立政府，逼迫外蒙古表明立場。

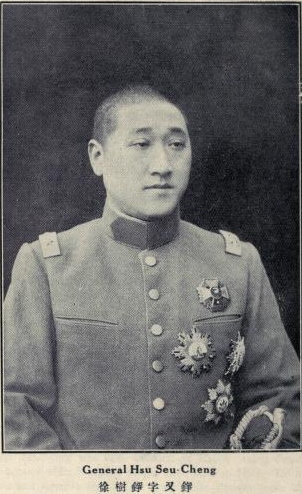
徐树铮

1919年10月1日，外蒙古自治政府外交部長車林與庫倫都護使陳毅會談達成共識，特派庫倫都護使衙門秘書黃成垿帶著六十三條外蒙撤治善後條例到北京，表達外蒙希望恢復前清舊制（有條件撤治，回到前清絕對宗主權），取消國際條約裡中國在國防、外交上的約束限制，但外蒙仍保有相當的自治權。徐樹錚所屬皖系曾向日本大量借款以備中國內戰使用引發輿論批評，得知外蒙撤治消息急於爭功隨即向外蒙增兵。10月29日徐樹錚到達庫倫，軟禁陳毅十日脅迫他修改六十三條，最後徐樹錚自己新增八條，挾持「內閣總理」巴德瑪多爾濟簽字，外蒙變成「無條件撤治」。陳毅遭軍隊押送回北京。全面否定《中俄声明》。同年11月17日，外蒙古正式上書中華民國大總統徐世昌，呈請廢除俄蒙一切條約。11月22日以《中國大總統公告》下令取消外蒙古自治，恢复旧制。同时取消《中俄声明》和《恰克图协定》，北京政府在庫倫設立「中華民國西北籌邊使公署」，由徐樹錚部在外蒙古駐防。但徐樹錚在外蒙古期间，不顾其传统习俗，全面推行新政改革，致使外蒙古上層集团对北洋政府的统治更加不满。呼倫貝爾部原本希望參與外蒙獨立運動，遭俄國反對。北洋政府隨後與俄國簽訂呼倫貝爾條件八款，俄國取得區域經濟利益，並限制中國在此主權。

### 第二次宣佈獨立

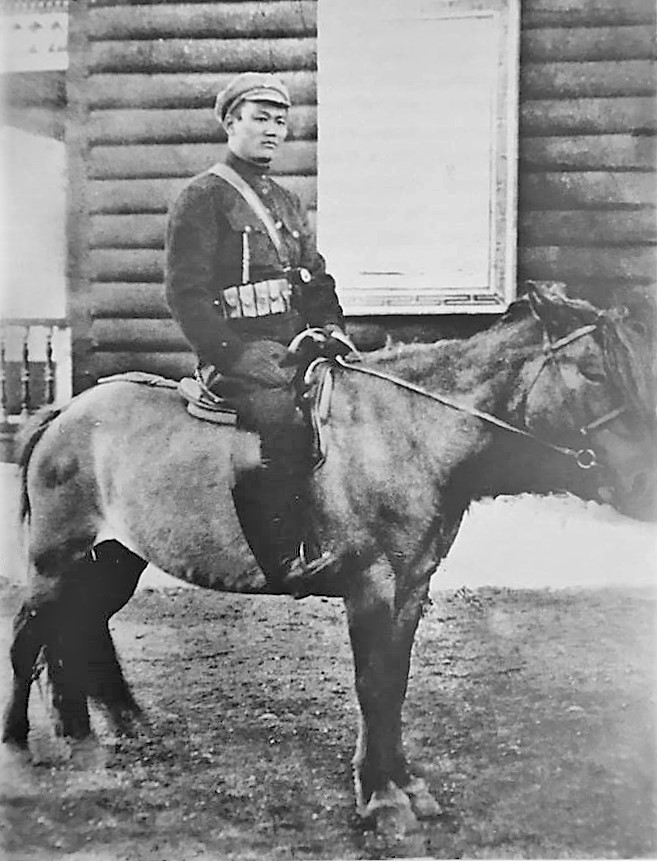
苏赫-巴托尔在特洛伊茨科萨夫斯克（今恰克图）

由於外蒙古無法忍受徐樹錚的行為，開始派員聯絡蘇俄紅軍（蘇赫-巴托爾為代表到伊爾庫茨克與共產国际接洽）、帝俄白軍（恩琴）及日本（哈爾濱日本領館），尋求援助把中國人趕出外蒙，哲布尊丹巴甚至寫信給日本天皇，希望日方協助其恢復獨立。
1919年帝俄白軍將領謝米諾夫及恩琴聚集西伯利亞東部，協同布里雅特蒙古、呼倫貝爾、外蒙古等人士，驅逐滯留在外蒙古的中國官員，以民族自決、獨立建國為口號，並在日军的支持下再次宣佈獨立。
1920年，日本派山田大佐為參謀長，成立對蒙顧問團遊說外蒙喇嘛王公支持恩琴男爵。11月，恩琴（約800人的殘兵，自稱亞洲騎兵師）第一次進軍庫倫戰敗。
1920年7月，中國爆发直皖战争，徐樹錚率军返回内地，战败，旋遭通緝，逃入日本使館。庫伦僅留守部份兵力。原皖系第三旅第七、第八團因直皖戰爭失利軍心不穩。1921年1月，恩琴透過蒙古人的內應帶八世哲布尊丹巴離開庫倫，並取得許多王公喇嘛的支持。1921年2月4日，恩琴的亞洲騎兵師在日本关东军的支持下攻入库伦。由于中国国内处于第一次直奉戰爭前夕，各派军阀无暇分身，只得坐视外蒙古地区的军事冲突。中国驻军撤离库伦，部分在高在田的率领下返回内地，部分跟随陈毅转移到买卖城，准备再战。
2月22日，八世哲布尊丹巴为领袖的「大蒙古国」政府重新成立。1921年3月1日，第三國際派沙洛克維克夫（И. Сороковиков）和波雷索夫支援外蒙革命，並撮合蘇赫-巴托爾和喬巴山在恰克圖成立蒙古人民黨。3月18日，蒙古人民党军队另外在苏俄红军的支持下攻占买卖城，击败了当地守军，中國在外蒙古的勢力自此完全消失。外蒙古恢复了事实上的独立。8月，唐努烏梁海的白俄軍隊被驅逐，唐努-图瓦人民共和国成立。

### 蒙古人民革命

蒙古革命临时政府旗帜（1921年－1924年）

1921年5月25日由蘇赫-巴托爾和喬巴山做嚮導，蘇俄聯合赤塔遠東共和國的紅軍共二師兵力從伊爾庫次克出兵干预；另一方面因華盛頓會議的關係，日軍自延吉、琿春撤軍，恩琴失去日方支持。7月6日紅軍开入库伦，恩琴被俘。1921年7月11日，蒙古人民党建立亲苏的君主立宪政府，博克多汗重新登基。北洋政府下令蒙疆经略使张作霖收复外蒙古，张仅作了敷衍，并没有出兵至蒙古。11月25日，外蒙古人民政府与苏俄订立了《苏蒙修好条约》，苏维埃俄国承认蒙古人民革命政府是蒙古唯一合法政府。
中華民國北洋政府於1922年5月1日向蘇聯政府表達嚴重抗議：「蘇聯政府對中國歷次通牒曾宣言，所有往日俄國各前政府與中國所定條約均為無效，並放棄對中國領土之侵略，今蘇聯政府乃背反前言，擅與蒙古私訂條約，此等行為直與帝俄政府時代對華如出一轍，須知蒙古係屬中華民國領土，本國政府實難容忍，為此特向執事嚴重抗議，所有蘇聯政府與蒙古私訂無論何種條約，中國政府決不承認。」北京政府发布的声明不承认外蒙古的独立，谴责苏联企图分裂中华民国的行径。
1923年1月26日，中华民国非常大总统孙中山和苏联代表越飞在上海发表《孙文越飞宣言》，同意苏军留驻外蒙。
1924年4月17日，蒙古君主哲布尊丹巴活佛逝世。1924年5月31日，北洋政府与苏联签订的《中蘇解決懸案大綱協定》，不承认外蒙古獨立，並要求蘇方撤軍。但該條約並未被落實，當時報紙稱蘇軍在外蒙重要據點均有駐軍。
1924年11月26日，在蘇聯第三國際支持與行動下，蒙古人民黨宣布废除君主立宪制，成立蒙古人民共和国，定都库伦，改城名为乌兰巴托，以1911年作独立纪元，允许蘇聯驻军，自此確立了外蒙古成為蘇聯共產黨的衛星國。但中國及当时除蘇聯外的主要國家政府皆未承認。

## 蒙古人民共和國時代

### 二战期间
中華民國國民政府一直处于内外交困的处境中，从国民革命军北伐、中原大戰、第一次国共内战，到1931年九一八事件和1937年全面抗日战争爆发，除1920年代末中东路事件时在外蒙古东部边界与苏军发生了小规模战斗外，无暇顾及外蒙古问题。直到1992年苏联解体后，苏联军队彻底从蒙古国撤走，蒙古才實際獲得獨立。与此同时，蒙古在乔巴山等人的领导下推进苏维埃化，蒙古人民共和国实施斯大林模式的苏联政治经济制度。
1939年，苏、蒙联军与日本、满洲国的军队因蒙满边境问题爆发諾門罕戰役，之后因欧洲战事而停战。1941年3月，日本外務大臣松冈洋右訪蘇，蘇聯外交部次長在3月27日對中國駐蘇大使說：“史達林接見松冈，是純禮貌問題。”4月11日“蘇聯不為自己而犧牲友邦的利益，蘇聯政府對松冈是照例接待。”但是，就在兩天后的4月13日，苏联就同日本签订了《苏日中立条约》，并发表联合声明说：为了维护两国的友好关系，苏联保证尊重“满洲国”的领土完整和不可侵犯；日本保证尊重“蒙古人民共和国”的领土完整和不可侵犯。对此，中華民國外交部部長王宠惠声明“《苏日中立条约》，对于中国绝对无效。”
在此期间，内蒙古的德王试图使内蒙古也独立，还建立了实际上受日本人控制的傀儡政权蒙疆聯合自治政府，但随着日本的投降和苏、蒙联军的参战，该傀儡政府也垮台，内蒙古很快被中國共產黨控制，1947年中共根據民族区域自治理論領導成立了中國第一个民族区域自治政权内蒙古自治政府。
中華民國駐蘇大使邵力子曾说：“我在1943年春间，曾提出有关中苏邦交的建议……关于中苏之间的许多应解决的问题，我所建议的几乎多与中苏友好协定所包含的相类似。因为那时我认为这些问题必须加以合理的解决，尤其是承认外蒙古的独立，和中山先生建国大纲所定扶助弱小民族使之自治自决的精神，完全符合。”

### 國民政府承認外蒙古獨立
第二次世界大戰末，同盟國為爭取蘇聯對日本宣戰，美、英兩國在未通知中華民國以及其他盟國之下，於1945年2月11日與蘇聯签定涉及外蒙古以及中國主权的《雅尔塔协定》（又稱“雅爾達密約”）。其中規定：“外蒙（蒙古人民共和國）的現狀應予保持。”1945年，史達林曾对蔣經國说过：“老實告訴你，我之所以要外蒙古，完全是站在軍事的戰略觀點而要這塊地方的。”“倘使有一个军事力量从外蒙古向苏联进攻，西伯利亚铁路一被切断，俄國就完了。”。这也是他坚决要求外蒙古独立的主要原因。但美國總統羅斯福曾面請中華民國駐美大使魏道明，謂在維持外蒙現狀之下，中國外蒙古成为两个邻居。當時中國政府亦認為对外蒙古鞭长莫及。

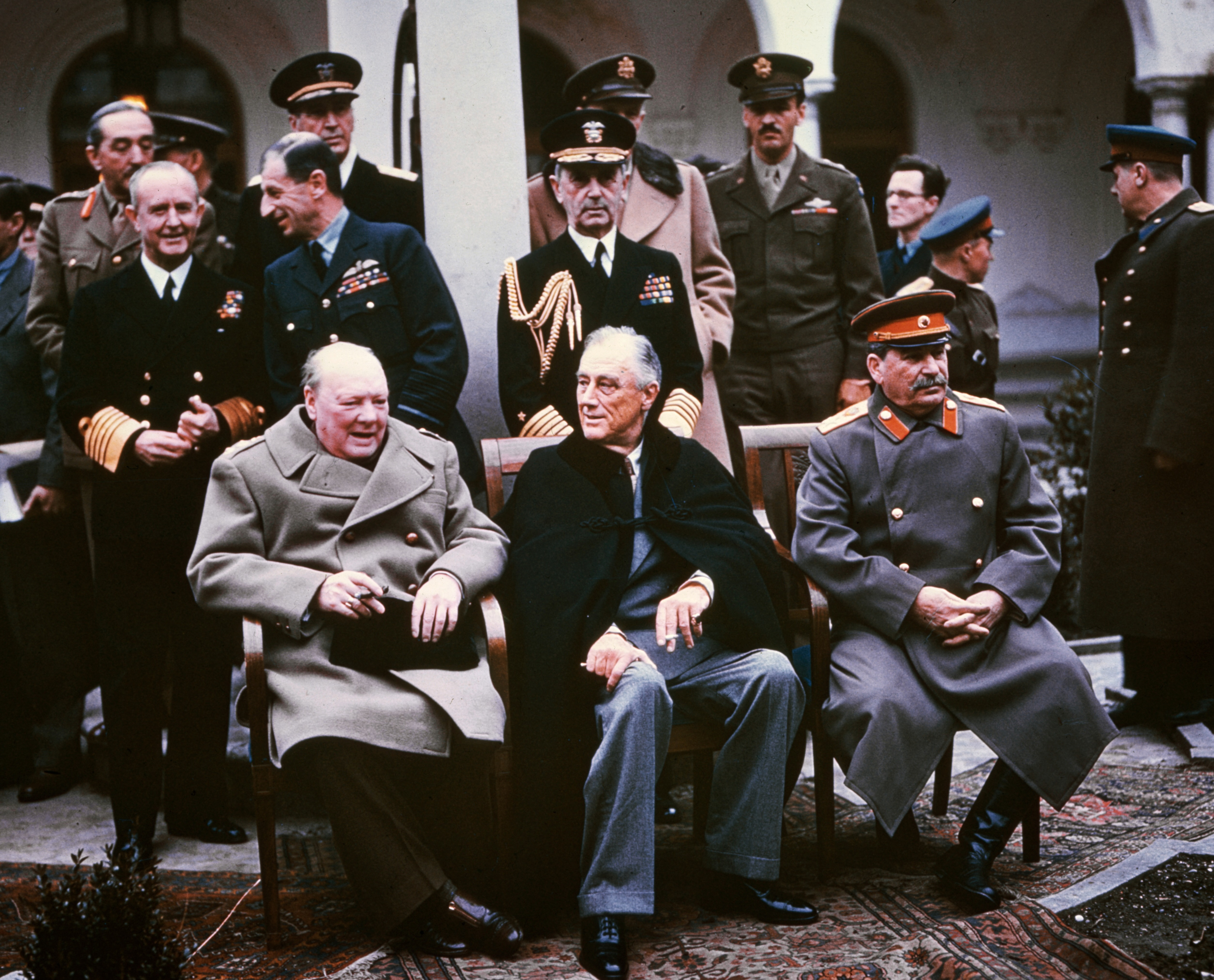
雅尔塔会议中的丘吉尔、罗斯福和斯大林

8月8日，德国投降正好三个月，美国对日本使用原子弹之后，苏联在和中国谈判成功之前，对日本宣战。一百五十万苏军在蒙古集结后进攻中国东北、朝鲜等地的日本关东军。其间外蒙古提供后勤并派军队参加了苏军对日军在内蒙古的作战。中蘇在就外蒙古問題舉行談判時，史達林堅稱外蒙今日已是“人民共和國”，其現狀即獨立。談判開始時，中方堅拒承認外蒙獨立，史達林則稱，外蒙問題如無法獲致解決，則條約不能訂立。談判中，蔣經國對史達林說：「我們的國民一定不會原諒我們，在這樣情形之下，國民一定會起來反對政府。」史達林回答：「倘使你本國有力量，自己可以打日本，我自然不會提出要求。今天，你沒有這個力量，還要講這些話，就等於廢話！」
為繼續取得同盟國對中國戰區的支持，以及避免苏联使得新疆伊寧事變擴大、援助中国共产党和在东北驻军不撤走，1945年8月14日，经过与苏联两个多月的谈判，中華民國政府最終做出妥協。宋子文、王世杰等在國民政府主席蔣中正的授权下與苏联政府签订《中苏友好同盟条约》，同意“苏联出兵击败日本后，三个月内（从东北）撤完、在苏联尊重东北的主权、领土完整；不干涉新疆的内部事务”等条件下，允許將依公正之公民投票的結果決定是否承認蒙古人民共和國。宋子文拒絕簽字，并辭掉外交部長一職，最后該條約由王世杰簽字。同日，中蘇兩國外交部互致照會：
中苏关于外蒙古问题的换文
甲：紀錄 
斯大林統帥與宋院長子文在一九四五年七月十一日第五次會談時曾討論蘇聯參加對日本作戰後其軍隊由中國領土撤退之問題。斯大林統帥不願在蘇聯軍隊進入東三省之協定內，加入在日本戰敗後三個月內將蘇聯軍隊撤退一節，但斯大林統帥聲明在日本投降以後，蘇聯軍隊當於三星期內開始撤退。
宋院長詢及撤退完畢需要若干時間。斯大林統帥謂彼意撤軍可於不超過兩個月之期間內完竣。 
宋院長繼詢是否確在三個月以內撤完。斯大林統帥最多三個月足為完成撤退之期。 

中華民國三十四年 
八月十四日 
西曆一九四五年 
王世杰 (簽字) 
莫洛托夫 (簽字) 
乙、中华民国政府文
部长阁下：茲因外蒙古人民一再表示其獨立之願望，中國政府聲明，於日本戰敗後，如外蒙古之公民投票證實此項願望，中國政府當承認外蒙古之獨立，即以其現在之邊界為邊界。

上開之聲明，於民國三十四年八月十四日簽訂之中蘇友好同盟條約批准後，發生拘束力。

本部长顺向贵部长表示崇高之敬意。此照苏联外交人民委员部莫洛托夫部长。
中华民国三十四年八月十四日

西历一九四五年八月十四日
丙、苏维埃社会主义共和国联盟文
部长阅下：核准阁下照会，内开：“兹因外蒙古人民一再表示其独立之愿望，中国政府声明，于日本战败后，如外蒙古之公民投票证实此项愿望，中国政府当承认外蒙古之独立，即以其现在之边界为边界。

上开之声明，于民国三十四年八月十四日签订之中苏友好同盟条约批准后，发生拘束力。”

苏联政府对中华民国政府上项照会，业经奉悉，表示满意，兹并声明苏联政府将尊重蒙古人民共和国（外蒙）之政治独立与领土完整。

本部长顺向贵部长表示崇高之敬意。此照中华民国国民政府外交部王部长世杰
西历一九四五年八月十四日

中华民国三十四年八月十四日

王世杰回國稱該條約可保中蘇三十年的和平，于是8月24日立法院在孫科主持下，以95人贊成，4人反對（以起立方式表決）通過《中蘇友好同盟條約》。
同日，蔣中正在中央常會和國防最高委員會聯席會議上的演講稱：「外蒙自北京政府時代民國十一年起，在事實上已脫離了祖國而宣告獨立，如今已屆二十五年，我們早已明了我們如不能以國民革命的原則，和本黨壹貫的傳統政策用斷然的決心來解決這個問題，勢將引起永久的紛爭，對於國內安定與世界和平，都將因此要發生重大的影響，今當日本帝國主義已告失敗，東亞和平秩序，初見端倪之際，我們認為這是解決這壹重大問題的時機，如果外蒙以友好的精神循合法的程序，提出他獨立的願望，我們政府自當予以承認。」
10月20日外蒙舉行公民投票，中國政府派雷法章前去參觀。雷法章奉蔣中正之命，「不與外蒙當局進行任何交涉」；關于投票，雷法章「只宜細心觀察，但不得干涉或發表任何聲明」。外蒙人民「在政府人員監督之下，以公開之簽字方式表示贊成與否」，投票結果顯示，98.5%的投票公民赞成外蒙古从中国独立出去。
1945年11月15日，苏联违反条约，拒不从东北撤军，扶持东北根据地和东北民主联军，继续向中国施加压力。1945年底，副外长洛索夫斯基在蒋经国访苏前给斯大林的报告中作了全面论述：“第一，中国政府必须承认蒙古人民共和国独立；第二，中国必须保证长春铁路沿线的安全，……”。
1946年1月5日，中华民国国民政府承认蒙古人民共和國独立。
雷法章事后声称此次“公民投票”：“其办理投票事务人员，对于人民投票名为引导，实系监视，且甚为严密”“此项公民投票据称为外蒙古人民重向世界表示独立愿望之行动，……人民实难表示自由之意志。”中華民國政府同蘇聯交惡後，中華民國代表蔣廷黻曾於1947年8月27日於聯合國安理會開會時表示質疑此投票之公正性，發言稱：「吾人認為此事是吾人所不能接受之過份簡單的歷史，當適當時機來臨後，我國政府有從事進一步觀察之權利。」
1949年10月1日，中华人民共和国成立，1949年10月2日，蘇聯公開承認中華人民共和國并與之建交。12月7日中華民國政府播迁台湾，中華民國外交部在1949年11月7日《與蘇聯斷絕邦交之聲明》中稱，《中蘇友好同盟條約》簽訂后，中國政府一向恪守該條約產生之一切義務，但是蘇聯卻違反條約。蘇聯屢次違約，但国民政府卻「為顧慮美國關係，遲未采取行動」。1950年苏联和中华人民共和国签署了《中苏友好同盟互助条约》而废除了《中蘇友好同盟條約》。

蒙古人民共和国国旗（1945年－1992年）

蒙古人民共和国国徽（1960年－1991年）

1952年，中華民國向聯合國控告蘇聯違反《中蘇友好同盟條約》中“不援助中共”等条件，聯合國大會2月1日以25票贊成，9票反對，24票棄權，通過聯合國大會505號決議譴責蘇聯，是為「控蘇案」。1952年10月13日，蒋中正在国民党的中央会议上，沉重地检讨说：「承認外蒙獨立的決策，雖然是中央正式通過一致贊成的，但我本人願負其全責。這是我個人的決策，是我的責任，亦是我的罪愆」。蔣還稱，放弃外蒙古「實在是一個幼稚的幻想，絕非謀國之道」；蔣中正還表示自己「對總理、對革命、對國家和人民應該引咎自責」。1953年2月20日美國總統艾森豪威尔對國會正式否認雅爾達秘密協定的存在，中华民国政府2月23日宣布《中蘇友好同盟條約》失效，从而推翻对蒙古人民共和国的独立承认。2月25日，外交部正式廢除《中蘇友好同盟條約》。

### 蒙古加入联合国
1946年7月13日，中国驻美公使谭绍华博士向美国国务院电话通报：中国政府不支持（does not feel that it is in a position to work for or to support）外蒙进入联合国。8月6日，中華民國駐聯合國代表徐淑希表示外蒙古加入联合国时机未到：“蒙古人民共和国在数月之前，尚为中国之一部分，称为外蒙古。其独立乃由选举之故，国民政府将为欢迎其加入联合国之一国家，吾人固竭诚期望其加入此国际机构。……国民政府于适当之时间到来时，侪以全力支持外蒙古要求入会申请。”
1946年外蒙古等五國申請加入联合国，中华民国赞成，英国、美国反对，外蒙的入会要求被安理會否決，聯合國大會因此在1946年11月19日通過35號決議，建議安理會重新審查五國的申請。
1947年7月28日，中華民國駐聯合國代表徐淑希在联合国安理會发表演說，指責蒙古人民共和国軍隊入侵中國新疆，反對外蒙古加入聯合國。同年8月18日，安理会第186次会议，中华民国代表蒋廷黻以北塔山事件为由投票反对蒙古加入联合国。这在聯合國大會引起安理會是否越權的討論。
1948年10月，朝鲜民主主义人民共和国承认蒙古人民共和国，1949年5月，阿尔巴尼亚也与蒙古建交。
1955年12月13日，中华民国代表在安理會對联合国大會3502號草案中，蒙古人民共和国加入联合国的部分行使否決權，理由是蒙古在韩战中帮助北韩侵略者。
1961年10月25日，联合国安理会以9票赞成，0票反对，1票（美国）弃权的表决结果，通过了聯合國安理會166號決議，建議聯合國大會接受蒙古國加入聯合國。中华民国未参加投票表决。10月27日，联合国大会通过第1630号决议案，接纳蒙古人民共和国加入联合国，中华民国未参加表决。

## 中華民國與外蒙古關係

### 法律關係
1946年憲法制定前的所有準憲法條文，都認定蒙古是中華民國的固有之疆域，然而随着制宪的完成上述条文均已告失效：
- 民國元年（1912年），中華民國臨時約法第三條：「中華民國領土為二十二行省、內外蒙古、西藏青海。」
- 民國20年（1931年），中華民國訓政時期約法第一條：「中華民國領土為各省及蒙古西藏。」
  - 同年制定公布蒙古盟部旗組織法時，第四條第二項提到車臣、土謝圖、三音諾顏、扎薩克圖、塞音濟雅哈圖、唐努烏梁海[註 4]、青塞特奇勒圖、烏拉恩素珠克圖、巴圖塞特奇勒圖各部，而第八條以及第九條提到蒙古地方。
- 民國25年（1936年），五五憲草第四條：「中華民國領土為……、新疆、蒙古、西藏等固有之疆域。」

民國35年（1946年）1月，國民政府承認蒙古人民共和國獨立，隨後召開國民大會。制憲國民大會代表中的「蒙古代表」在塞北四省、新疆、青海的中國蒙古族各盟旗選出，無在外蒙古選出者。「蒙古西藏之代表四十名，在蒙古方面（一）由錫林郭勒盟，烏蘭察布盟，伊克昭盟，青海左翼盟，青海右翼盟，察哈爾部及阿拉善特別旗，額濟納特別旗，土默特特別旗選出者九名。（二）由巴圖塞特奇勒圖中路盟，烏拉恩素珠克圖四路盟，及青塞特奇勒圖盟選出者三名。（三）由哲里木盟，卓索圖盟，昭烏達盟，呼倫貝爾部，及伊克明安特別旗選出者五名，（四）由其他蒙古盟旗選出者七名。」當時，雲南省代表段克昌等提案將固有疆域改為列舉方式，但最後憲法還是採取概括規定：「中華民國領土，依其固有之疆域，非經國民大會之決議，不得變更之。」民國36年（1947年）12月25日憲法施行。

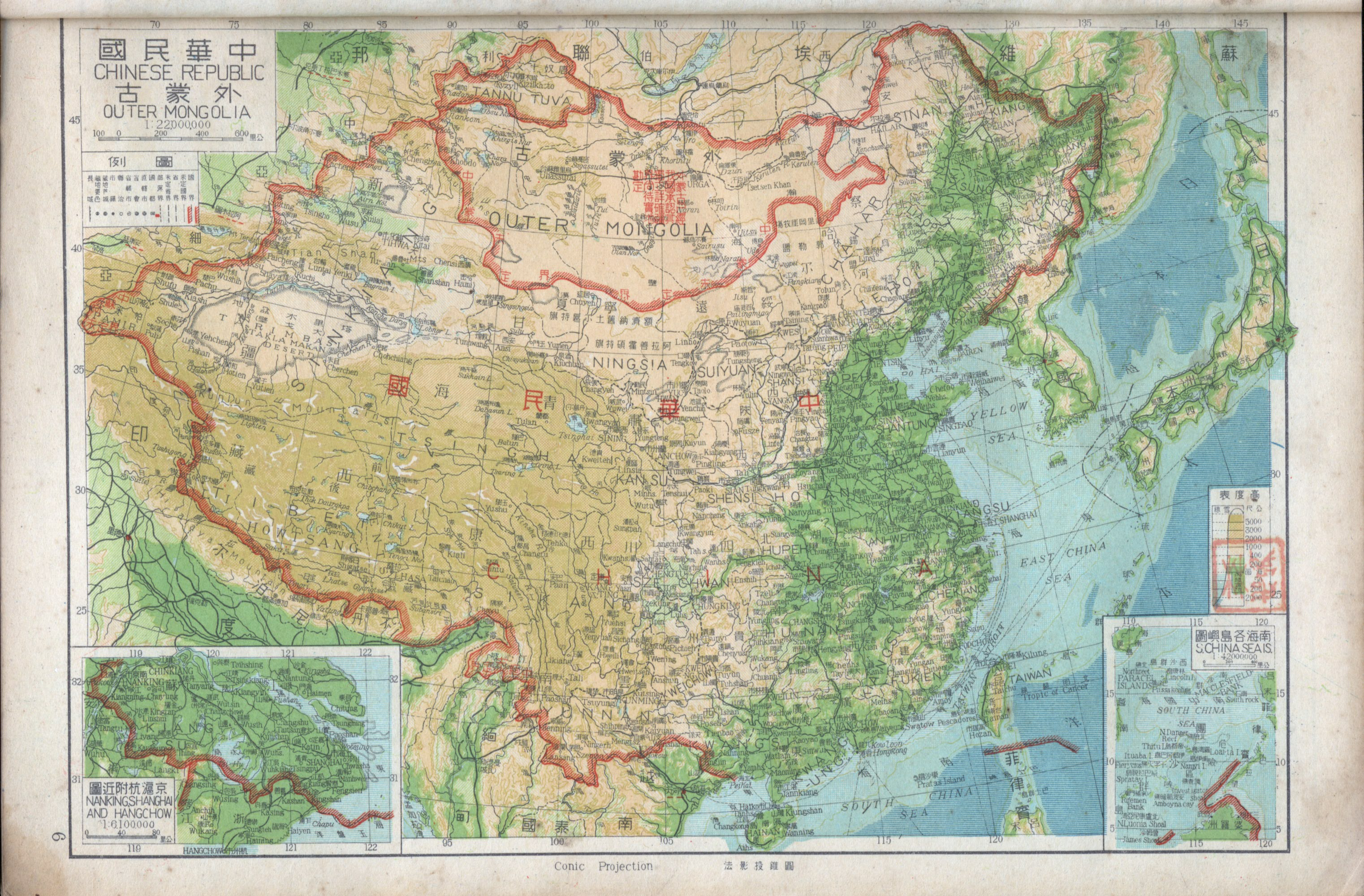
1947年中華民國全圖，當中的外蒙古部分標註「已經我國承認其獨立。」

1986年起沿用原中華民國公告疆域行政區劃的中華民國海軍陸戰隊#隊旗，包含中國大陸、外蒙古、唐努烏梁海等地

民國101年（2012年）大陸委員會因此指出：憲法制定公布時，當時蒙古已非我國憲法第4條所稱的「固有之疆域」。但童振源個人認為：中華民國憲法是建立在憲法草案的基礎上，要解釋與變更固有疆域之範圍，應當參考憲法草案之說明，即使中華民國外交部承認蒙古國，仍然沒有影響中華民國憲法認定蒙古仍是中華民國的固有疆域。然而《中華民國憲法》的蓝本是政治协商会议宪法草案而非五五憲草。民國38年（1949年），中華民國在聯合國控告蘇聯。民國41年（1952年），聯合國大會通過《蘇聯違反一九四五年八月十四日中蘇友好同盟條約及聯合國憲章以致威脅中國政治獨立與領土完整及遠東和平案》。民國42年（1953年），立法院決議廢止「中蘇友好同盟條約」、撤銷對蒙古獨立的外交承認。外交部多次表示外蒙古是中國的固有領土。蔣經國（中國國民黨籍）在任期間製訂的《陸海空軍軍旗條例 （页面存档备份，存于）》1986年附圖二之九，2002年附圖二之八，以至2022年附圖二之七，中華民國海軍陸戰隊#隊旗，沿用原中華民國公告疆域行政區劃像秋海棠。
行憲後，第一屆國民大會代表、立法委員及監察委員都是由生活在上述幾省中的蒙胞或其代表依憲法選出。第一屆國民大會通過了多份與外蒙古相關的議案，如第四次會議第327號〈儲備蒙藏人才，以利收復蒙藏案〉、第五次會議第71號〈請號召海內外蒙藏及邊疆各民族同胞，一致支持政府，鞏固領導中心，以利反攻建國案〉、第六次會議第39號〈強化蒙藏委員會，提高功能，以資號召而利反攻案〉等，均決議送請政府切實辦理。第一届國民大會第七次會議，吳秀蘭代表對蒙藏委員會專題報告作出更正：「蒙古包括内外蒙古，雖在蘇俄裹挾下宣佈獨立，我政府未予承認，但民國二十四年成立自治政府之時，曾報奉我國民政府派遣代表團前往監選，以示主權屬於我國，蘇聯亦曾同意，並派飛機迎送，故應視爲我國領土之一部。」大會送請政府書面答復。國民大會秘書處自民國68年（1979年）5月至民國80年（1991年）10月所編的《會議實錄》所附的《中華民國全圖》都宣稱法理的中華民國疆域包括外蒙古。國民大會全面改選後，曾要求政府研究辦理全民公決，以明確外蒙古歸屬問題，但未付諸實施；鐘佳濱代表提案要求確認外蒙古非屬本國疆域，被大會否決。
民國82年（1993年）4月12日，陳婉真、沈富雄、彭百顯、顏錦福、尤宏、葉菊蘭、李慶雄、黃爾璇、林濁水、邱垂貞、劉文慶、翁金珠、邱連輝、呂秀蓮、盧修一、張俊雄、廖大林、侯海熊共18名民主進步黨籍第二屆立法委員提案的立法院釋憲聲請書，爭論國家領土範圍之界定得否由釋憲機關解釋時，主張外蒙古以及中國大陸不是中華民國疆域，認為外蒙古已經由公民投票通過贊成獨立、中華民國政府也已經承認，以廢除中蘇友好同盟條約為由撤銷對其的承認無視於國際法中「對國家承認是無條件且不得撤銷」之慣例，無疑為「囈人夢語，實不足採」；應將「蒙古人民共和國」、「蒙古共和國」、及「中華人民共和國」等中華民國當時不承認國家的正式國名直接寫出，沒有引號或「僞」字。同年11月26日，司法院大法官在釋字第328號解釋回答：『中華民國領土，憲法第四條不採列舉方式，而為「依其固有之疆域」之概括規定，並設領土變更之程序，以為限制，有其政治上及歷史上之理由。其所稱固有疆域範圍之界定，為重大之政治問題，不應由行使司法權之釋憲機關予以解釋。』此外，憲法中提到「蒙古各盟旗」的三條文已被中華民國憲法增修條文凍結效力。
中華民國的《臺灣地區與大陸地區人民關係條例施行細則》曾經定義“大陸地區”為中华人民共和国控制之地區及外蒙古等。2002年1月30日，中華民國行政院正式公告修正「台灣地區與大陸地區人民關係條例施行細則第三條及第五十六條條文」，將蒙古排除在中國大陸地區之外，已經排除外蒙古的適用性，所以現在定義的“大陸地區”為中华人民共和国控制之地區。然而，此修正引起立法委員關沃暖高度關切，於同年2月26日立法院總質詢，提出行政院修正通過該施行細則第三條規定涉及「違憲」，中華民國是否承認外蒙古獨立，如此作為，將成為「賣國賊」之強烈質疑。
2002年，中華民國外交部宣佈中華民國重新承認蒙古國為一獨立國家。自2002-2003年起，中華民國與蒙古國在雙方的首都（臺北與烏蘭巴托）互設大使館性質之代表處。在外交部網站的各國介紹中也加入了蒙古國。
2004年行政院通過了廢除「蒙古盟部旗組織法」及「管理喇嘛寺廟條例」決議。行政院表示，「蒙古各盟部旗已非我國統治權所及地區，因此該法已無繼續施行的必要。」當時的行政院長游錫堃表示，「蒙古國是一主權國家，且是聯合國的會員國，與一百多個國家有正式外交關係，我國作為國際社會的一員，應尊重國際社會的共識。」「行政院為因應實際需要，解除我國與蒙古間的交流障礙，已修正兩岸人民關係條例施行細則第三條，將外蒙古排除於兩岸條例施行區域，決定與蒙古交流事務均依照外國人之規定辦理，務實推動雙方各項交流，建立互惠互利的實質關係。」
2006年1月，行政院該決議送立法院表決三讀通過，由總統簽署總統令正式廢止「蒙古盟部旗組織法」及「管理喇嘛寺廟條例」。行政院長游錫堃表示「我國在制定憲法前，國民政府已經正式承認蒙古國的存在，甚至當蒙古國申請加入聯合國時，國民政府也投票贊成，因此從歷史來看，我們沒有違背現實的必要，而且民國三十六年內政部所編印的「中華民國行政區域簡表」中，也沒有將蒙古列為中華民國的領土範圍，因此承認蒙古國符合現況亦不涉及違憲。」
2012年5月21日，行政院大陸委員會發表新聞稿，表示「一、民國35年我國憲法制定公布時，蒙古（俗稱外蒙古）獨立已為我政府所承認，因此，當時蒙古已非我國憲法第4條所稱的『固有之疆域』。」「二、外交部雖於民國42年提經立法院決議廢止「中蘇友好同盟條約」，但並未完成憲法領土變更之程序。」「三、外交部在91年7月8日函示略以：「蒙古已為主權獨立國家，且為聯合國會員國之一。國際法上國家之承認，原則上屬於『無條件與不可撤回的』，當時承認之相關要件迄今仍存在。」
目前官方已不再發行「中華民國全圖」，台灣市面上所發售的中國地圖和世界地圖，均已將外蒙古排除在中國之外作為獨立國家標示，教科書亦然。包含外蒙古在內的《中華民國全圖》（秋海棠版）則已少見，民間也早就普遍視外蒙古為主權國家，有「地理已成歷史」之譏。
2017年9月15日，中華民國政府裁撤蒙藏委員會，原業務交由文化部、外交部與行政院大陸委員會承接。文化部在蒙藏委員會原址成立蒙藏文化中心；與蒙古國往來交流的業務改由外交部執行。。

### 1949年以前中共對外蒙古的態度

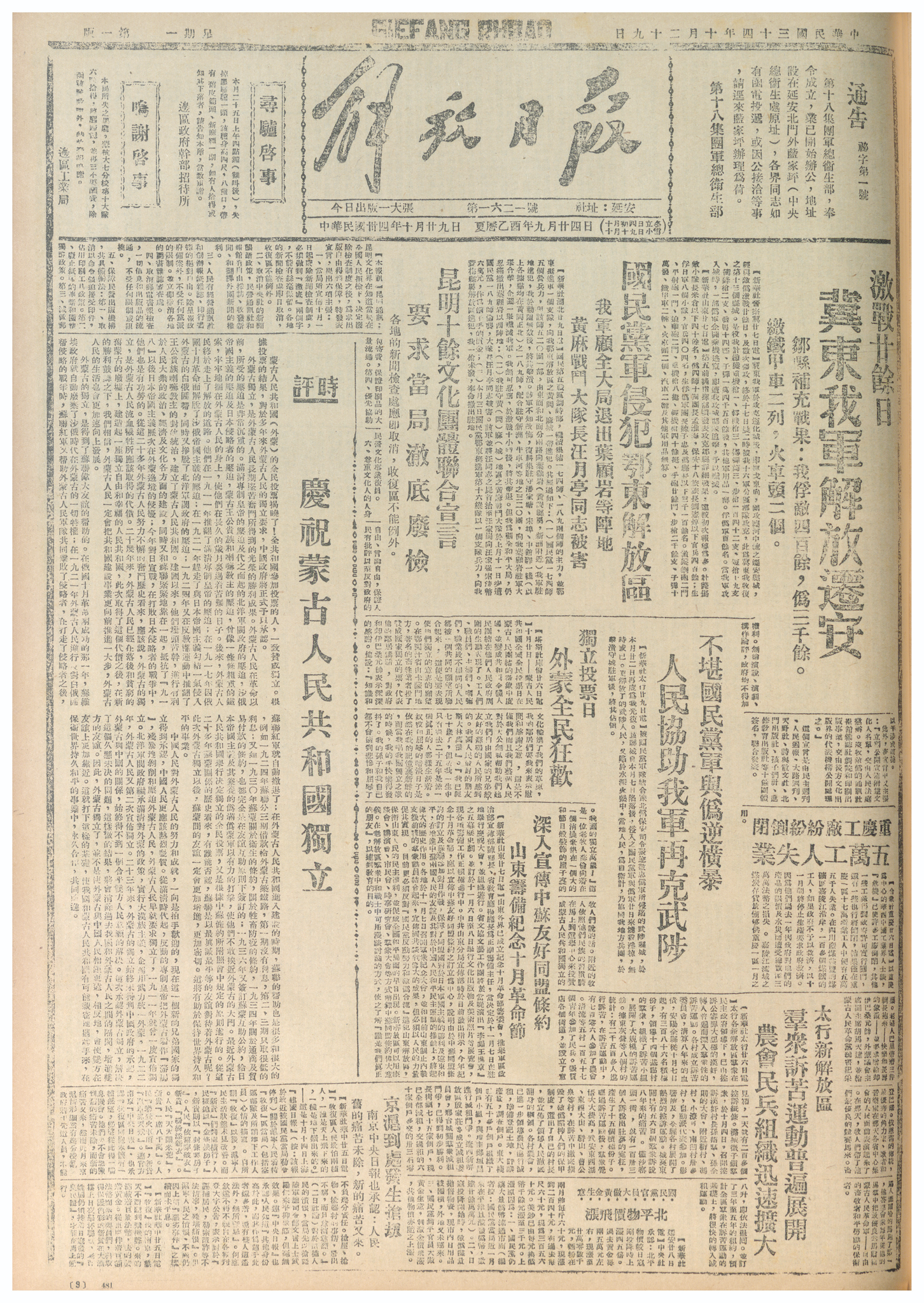
中共《解放日報》於1945年10月29日頭版慶祝蒙古人民共和國獨立

1922年，中共创始人之一的李大钊曾公开向北洋政府请愿，要求正式承认苏联政府，并且支持蘇聯武裝力量驻兵外蒙古。据北洋政府外长顾维钧回忆，當時李激昂地宣稱“把外蒙置于苏俄统治下，那里的人民可以生活得更好”。1920年代末期，当時由李立三、周恩来等人领导的「中华蘇維埃共和国政府」曾指出：「最無恥地，到現在國民黨政府還不承認外蒙古是獨立自主的人民共和國，而把外蒙古看成中華民國的附庸」。
1929年10月，中共向外蒙古境内的中国工人发表宣言，希望他们加入蒙古国籍，帮助并参与蒙古独立建国的革命事业，要他们联合蒙古人一致对抗“国民党军阀”。
1931年11月7日公布的《中华苏维埃共和国宪法大纲》主张“中华苏维埃政权承认中国境内少数民族的民族自决权，一直承认到各弱小民族有同中国脱离，自己成立独立的国家的权利。蒙古、回、藏、苗、黎、高丽人等，凡是居住在中国的地域的，他们有完全自决权：加入或脱离中国苏维埃联邦，或建立自己的自治区域。”
1935年11月，毛泽东在一次会议上指出：“日本帝国主义不但要灭亡中国，并且还想进攻苏联的西伯利亚和灭亡蒙古人民共和国。我们的胜利告诉他们：‘假如日本帝国主义进攻你们的话，我们是要打它的侧翼和后路的。’”
1939年12月《中国革命与中国共产党》一书的第一章明确提出，现在中国的国境：在东北、西北和西境的一部与社会主义苏维埃共和国联盟接壤。而1952年4月出版的《毛泽东选集》第二卷〈中国革命和中国共产党〉一章中加上了，“正北面，和蒙古人民共和国接壤”（原始版本1939年12月《中国革命与中国共产党》一书的第一章中並沒有這句話）。
1940年1月，《日支新關係調整要綱》祕文在香港披露，日本意圖以滿洲國、吳越平原為根據地，來交換承認外蒙、新疆、西藏為蘇俄勢力範圍。
1941年4月，蘇聯與日本簽署《蘇日中立條約》、《共同宣言》，其宣言內有：「……蘇聯誓當尊重滿州國之領土完整與神聖不可侵犯性，日本誓當尊重蒙古人民共和國之領土完整與神聖不可侵犯性」。中国共产党則對《蘇日中立條約》表態：「却保证了外蒙不受侵犯，这不但对外蒙有利，即对全中国争取解放也是有利的。说到东四省的收复，原是我们自己的事」，並為此發表社論。
1945年外蒙古公民投票后，中共于10月29日在《解放日报》公开庆祝蒙古人民共和国获得独立。内文称，“外蒙的独立，是得到苏联伟大的友谊帮助”、阐述外蒙古在历次中国“反动统治”下一次次的谋求独立，“承认外蒙独立是解决久悬未决的问题”、“使双方的友谊更加靠近”。
1947年6月至1948年7月的北塔山事件中，中国共产党支持苏联和蒙古的立场，声称此次边界冲突是国民党挑衅、美国驻迪化领事馆所策划。当时国府因北塔山事件在联合国大会上反对外蒙古入会，而中共公开表态支持蒙古人民共和国。1947年7月，中国共产党在吐鲁番、鄯善和托克逊三县组织群众集会和示威游行，抗议国民政府针对蒙古的军事行动，约500名平民在新疆警备总司令部的镇压中丧生。
1949年1月，毛泽东曾非正式地试图通过阿那斯塔斯·伊萬諾維奇·米高揚向苏联提出要求，希望外蒙古回归中国，成为革命后新中国领土的一部分，但遭到拒绝。毛泽东随后表示“不保护大汉族沙文主义路线，不再提出蒙古统一的问题。”3月5日毛澤東在七屆二中全會上表示：不承認國民黨時代的任何外國外交機關和外交人員的合法地位，不承認國民黨時代的一切條約。中蘇后來發表公告稱：“1945年8月14日中苏签订的条约约定均已失去效力，但双方政府确认，蒙古人民共和国的独立地位已因1945年的公民投票及中华人民共和国业已与其建立外交关系而获得了充分保证。”
1949年6-7月，中共党中央刘少奇秘密出访莫斯科，会见斯大林，商谈中共和苏联将来合作的事宜。其中中共代表团给苏联的报告就有提到：
1949年中共在一次会议上，针对“民族自决权”问题，有以下阐述：“关于各少数民族的「自决权」问题，今天不应再去强调，过去在内战时期，为了反对国民党的反动统治，曾强调过这一口号，这在当时是完全正确的。今天新中国已经诞生，为了完成国家的统一大业，为了反对帝国主义及其走狗分裂中国民族团结的阴谋，在国内民族问题上，就不应再强调这一口号，应强调中华各民族的友爱合作与互助团结。 ”

## 後續關係
中华人民共和国成立后，宣布继承中华民国的国际法地位，在中华民国已经于1946年承认蒙古人民共和国的基础上发展对蒙外交（但中共方面认为中华民国开国总统孙中山早在1924年国民党一大上就已经承认蒙古人民共和国，只是因蒋介石政权一贯奉行大汉族主义而拖延至1946年），1949年10月16日，周恩来总理兼外长复函蒙古总理兼外长乔巴山，两国建立大使级外交关系。
1949年8月14日，人民日报第一版刊載郭沫若在8月12日為《中苏同盟四周年:中苏友好同盟条约四周年纪念日在北平新华广播电台对全国的广播词》的文作，名為《我们应该怎样认识外蒙古独立》，支持及承認蒙古人民共和国的独立地位，1950年2月24日人民日報發表了中共黨史學家胡華的文章，名為《关于承认和保证蒙古人民共和国的独立地位》，該文提到：「承認蒙古獨立，對每個真正愛國的中國人來說，是天經地義的事，值得歡呼的事。只有國民黨反動派才痛恨蒙古獨立，......侮蔑人民的蒙古，侮蔑蘇聯說：‘蒙古獨立是中國領土的喪失’」
。
1949年到1950年，毛泽东和苏联签署新的友好协议。斯大林和毛泽东共同宣称废除国民党的“不平等条约”。1950年毛泽东出访苏联，為爭取蘇聯的外交支持，签订《中苏友好同盟互助条约》。
1950年7月3日，毛泽东接受蒙古驻华大使贾尔卡赛汗呈递国书时表示：“蒙古人民在十月革命的影响下，不但早已脱离了中国的反动统治，建立了真正的人民民主国家”
1952年4月出版的《毛泽东选集》第二卷〈中国革命和中国共产党〉一章中明确提出，“正北面，和蒙古人民共和国接壤”（原始版本1939年12月《中国革命与中国共产党》一书的第一章中並沒有這句話）。
1954年，赫魯曉夫來華參加中華人民共和國建國五週年之際，毛澤東透過周恩來向赫魯曉夫詢問如何看待外蒙古併入中國。赫魯曉夫表示蒙古同志「不會歡迎你們的建議」。
1955年，中华民国政府在联合国大会行使一票否决权阻挡外蒙古入会，此时尚未进入联合国的中华人民共和国政府表示谴责。蒙古人民共和国政府亦发布公告，声明其必能取得联合国会员国席位，并声援中华人民共和国“被赋予联合国中的合法权利”、要求“驱逐蒋介石分子”。
1961年中国人民邮政发行邮票庆贺“蒙古人民革命四十週年”。
1960年5月31日，两国在乌兰巴托签订《中蒙友好互助条约》，同年10月12日生效。1962年12月26日，中华人民共和国总理周恩来与蒙古人民共和国部长会议主席尤睦佳·泽登巴尔在北京签订《中蒙边界条约》，1963年3月25日在乌兰巴托互换批准书后生效，以实际控制线为基础划定边界。1960年代中苏决裂后，蒙古试图保持中立，后来被迫倒向苏联，把大约7000名中国的援建人员驱逐回国。
1989年2月，中共領導人鄧小平對美國總統乔治·H·W·布什抱怨，雅爾達會議不但使外蒙從中國分離出去，而且使中國東北成為蘇聯勢力範圍。為實現中蘇關係正常化，蘇聯領導人戈巴契夫於1989年春夏之交訪華。期間鄧小平在1989年5月16日對訪華的戈巴契夫說：“六十年代，在整个中苏、中蒙边界上苏联加强军事设施，导弹不断增加，相当于苏联全部导弹的三分之一，军队不断增加，包括派军队到蒙古，总数达到了一百万人。……真正的实质问题是不平等，中国人感到受屈辱。”

蒙古国国旗（2011年起）

苏联撤军后，中蒙关系缓和。1990年，蒙古代表团28年来第一次正式访问中国。1994年两国签订《中蒙友好合作关系条约》，表示互相尊重国家主权和领土完整。

### 引用
1. ↑   [蒙古民族民主革命]. Монголын түүх.   [2019-06-26]. （原始内容存档于2019-06-26） （蒙古语）.
2. ↑  巴·普纳萨勒杜勒玛. . MONTSAME. 蒙古通讯社.   [2023-12-29]. （原始内容存档于2024-06-10）.
3. 1 2  蘇育平. . 風傳媒.   [2021-10-10]. （原始内容存档于2023-01-04）.
4. ↑  . BBC中文網. 2018年11月7日  [2018年11月7日]. （原始内容存档于2021年1月12日）.
5. ↑  ［俄］巴尔苏科夫《穆拉维约夫--阿穆尔斯基伯爵》第2卷，第111页。东正教出版社，1891年
6. ↑  БАЗАРОВ, Виктор Борисович. . ВЛАСТЬ.   [2017]. （原始内容存档于2021-06-24） （俄语）.
7. ↑  董樹藩主編，李毓澍，論外蒙古的獨立問題，1985年2月版，(中華民國)蒙藏委員會出版，第5-6頁
8. ↑  薛人仰主編，周昆田著，蒙藏民族史略，台灣中華書局，1982年6月版，第48頁
9. ↑  董樹藩主編，李毓澍，論外蒙古的獨立問題，1985年2月版，(中華民國)蒙藏委員會出版，第13-14頁
10. 1 2  梁鹤年. .
11. ↑  陈崇祖.  第二版. 1926: 253.
12. ↑  Urgungge Onon; Derrick Pritchatt. . Brill. 1989-12-01  [2024-08-16]. ISBN 9789004083905. （原始内容存档于2025-01-15） （英语）.
13. ↑  . : 卷六五、卷六九.
14. ↑  周学军; 白剑光. . 内蒙古社会科学. 2000年, (第6期)  [2019-06-25]. （原始内容存档于2019-07-22）.
15. ↑  А.А. Сизова.  (PDF). МОСКВА. 2015  [2022-04-23]. ISBN 978-5-02-036596-4. （原始内容存档 (PDF)于2021-06-24） （俄语）.
16. ↑  . Tolgoilogch.mn.   [2021-06-20]. （原始内容存档于2021-01-25） （蒙古语）.
17. ↑  阿拉坦巴根. . 2008  [2019-09-27]. （原始内容存档于2019-09-27）.
18. ↑  周太平. . 《蒙古史研究》. 2007, (第九辑).
19. ↑  杜亞泉《獨立後之庫倫及俄蒙協約》
20. ↑  . 星岛环球网. 2010-02-08  [2013-07-11]. （原始内容存档于2010-04-16） （中文（简体））.
21. ↑  С.Чулуун.  [蒙古獨立諸侯之死]. Tagtaa solution. Түүхийн хүрээлэнгийн захирал.   [2021-06-27]. （原始内容存档于2022-03-31） （蒙古语）.
22. ↑  Хишигт Н.  “Түүх YII”. УБ: Эрдэм  шинжилгээний  бичиг. 2008: 139–149 （蒙古语）.
23. ↑  . news.cctv.com.   [2021-11-18]. （原始内容存档于2021-11-18）.
24. ↑  董樹藩 主編，李毓澍 著，從蒙共六十年來演變對外蒙現況的探討，1985年5月版，(中華民國)蒙藏委員會出版，第2-3頁
25. ↑  曹心宝. . 广西师范大学出版社. 2016  [2021-06-27]. ISBN 978-7549581085. （原始内容存档于2021-06-28）.
26. ↑  Futaki, Hiroshi. . Inner Asia. 2000, 2 (1): 37-60. ISSN 1464-8172. JSTOR 23615470. （原始内容存档于2021-06-28）.
27. ↑  董樹藩 主編，李毓澍，論外蒙古的獨立問題，1985年2月版，(中華民國)蒙藏委員會出版，第26-29頁、第34-36頁
28. ↑  劉學銚，外蒙古問題，南天書局，2001年3月，ISBN 9576385687，38頁
29. ↑  唐德剛《袁氏當國》一書中曾提到「錯在老徐（徐樹錚）」
30. ↑  董樹藩主編，論內外蒙分界問題，1985年2月版，(中華民國)蒙藏委員會出版，第5-6頁
31. ↑  董樹藩主編，李毓澍，論外蒙古的獨立問題，1985年2月版，(中華民國)蒙藏委員會出版，第44-45頁
32. ↑  劉學銚，外蒙古問題，南天書局，2001年3月，ISBN 9576385687，第41頁、第103頁
33. ↑  董樹藩主編，李毓澍，論外蒙古的獨立問題，1985年2月版，(中華民國)蒙藏委員會出版，第46頁
34. ↑  Pershin, D. P. (Dmitriĭ Petrovich). . Издательский дом "Агни". 1999  [2021-06-20]. ISBN 9785898500030. （原始内容存档于2021-01-18） （俄语）.
35. 1 2  薛人仰主編，周昆田著，蒙藏民族史略 （页面存档备份，存于），台灣中華書局，1982年6月版，第44頁
36. ↑  Eric Her. . The Mongolian Journal of International Affairs. 1997  [2021-06-20]. （原始内容存档于2019-04-28）.
37. ↑  . 环球网.   [2021-11-18]. （原始内容存档于2022-03-09）.
38. ↑  董樹藩主編，李毓澍，論外蒙古的獨立問題，1985年2月版，(中華民國)蒙藏委員會出版，第47-49頁
39. ↑  Орлов А.С; Георгиева Н.Г; Георгиев В.А. . Исторический словарь. 2012, (2-е изд): 478  [2021-06-20]. （原始内容存档于2020-12-05） （俄语）.
40. ↑  劉學銚，外蒙古問題，南天書局，2001年3月，ISBN 9576385687，56頁
41. ↑  . Alphahistory.   [2012-12-10].
42. ↑  王春良; 李威. . 聊城大学学报(社会科学版). 2009, (05): 53–64  [2022-04-16]. ISSN 1672-1217. doi:10.16284/j.cnki.cn37-1401/c.2009.05.019. （原始内容存档于2022-04-16）.
43. ↑  董樹藩主編，論內外蒙分界問題，1985年2月版，(中華民國)蒙藏委員會出版，第10頁
44. ↑  据新华社1949年8月15日电
45. 1 2 3  《風雨中的寧靜》，蔣經國
46. 1 2 3  《中蘇友好同盟條約之簽訂與其內幕真相》，梁敬錞
47. ↑  斯大林迫使中国接受外蒙古独立：没力量别讲废话 （页面存档备份，存于），星岛环球网，2006-12-19，2007年7月23日查阅
48. ↑  王世杰、胡慶育. . 雅爾達協定規定：“外蒙（蒙古人民共和國）的現狀應予保持。”我方認為這只是申明當時的情勢：即蒙古自稱獨立，中國中央政府保持沉默。
49. ↑  王世杰、胡慶育《中國不平等條約之廢除》
50. ↑  《蒋经国传》，江南
51. ↑  秦孝仪主编，中华民国重要史料初编——对日抗战时期，第七编，战后中国（一），臺灣臺北：中国国民党中央委员会党史委员会，1981年，第166页
52. ↑  蔣中正. . 《總統蔣公思想言論總集》.   [2020-01-15]. （原始内容存档于2021-10-28）.
53. ↑  : 72.
54. 1 2  《奉派赴外蒙參觀公民投票之經過》，雷法章
55. ↑  Nohlen, D, Grotz, F & Hartmann, C (2001) Elections in Asia: A data handbook, Volume II, p491 ISBN 978-0-19-924959-6
56. ↑  国民政府发表公告承认外蒙独立，中央日报（上海版），第2版
57. ↑  《與蘇聯斷絕邦交之聲明》，1949年11月7日，中華民國外交部
58. ↑  1967年11月4日，《中央日報》：「今年九月三日和十月四日，莫斯科電臺華語廣播一再聲稱：蘇俄為支持共匪，曾于中日戰爭剛結束的時候，在中國東北給予毛匪澤東以大量的武器，并列舉武器的種類與數量，廣播中并稱：蘇俄派兵前往東北，其目的是在阻止中華民國軍隊進入東北，與輔助毛匪澤東造反，而將日軍繳交大批武器給予共匪，并與共匪合作，攫取政府軍的重要據點。」
59. 1 2  邵毓麟. . 《傳記文學》. Vol. 第三十一卷 no. 第六期.
60. ↑  . 美国国务院.   [2017-06-10]. （原始内容存档于2021-07-03）.
61. ↑  . 世界军事网.   [2013-04-13]. （原始内容存档于2013-04-27）.
62. ↑  : 7.
63. ↑  . undocs.org: 六七.   [2021-09-17]. （原始内容存档于2022-02-28）.
64. ↑  . 聯合國. resolution 35 (I):Question of the Re-examination by the Security Council of Certain Application for Admission to Membership in the United Nations.   [2013-05-16]. （原始内容存档于2013-03-09）.（英文）
65. ↑   (pdf). 大公報. 1947年7月30日  [2013年4月16日]. （原始内容存档于2014年3月31日）.
66. ↑  . undocs.org.   [2020-03-01]. （原始内容存档于2020-02-20）.
67. ↑   (PDF). 聯合國.   [2013-04-16]. （原始内容 (PDF)存档于2009-05-21）.（英文）
68. ↑   (PDF). 聯合國.   [2013-02-07]. （原始内容存档 (PDF)于2014-03-23）.
69. ↑  . BBC News Online.   [2013-02-07]. （原始内容存档于2010-07-26）.（英文）
70. ↑  . Global Policy Forum.   [2013-02-07]. （原始内容存档于2013-05-08）.（英文）
71. ↑  . Global Policy Forum.   [2013-02-07]. （原始内容存档于2013-01-16）.（英文）
72. ↑  . undocs.org.   [2020-03-01]. （原始内容存档于2021-05-30）.
73. ↑  . 联合国官网.   [2019-10-03]. （原始内容存档于2019-07-04）.
74. ↑  . undocs.org.   [2020-03-01]. （原始内容存档于2019-10-03）.
75. 1 2  童振源. . 美麗島電子報. 2016年. （原始内容存档于2023-12-12）.
76. 1 2  劉維開.  (PDF). 國史館. 2015-07-09: 55–108  [2024-07-14]. ISBN 9789860449389. （原始内容存档 (PDF)于2020-11-01）.
77. ↑  劉學釗. . 蒙藏委員會. 1997年.
78. ↑  . 台北市雲南省同鄉會.   [2020-09-06]. （原始内容存档于2022-02-05）.
79. ↑  中華民國第一屆國民大會. . 國民大會歷次會議實錄影像系統.   [2023-12-12]. （原始内容存档于2023-12-10）.
80. ↑  中華民國第一屆國民大會. . 國民大會歷次會議實錄影像系統.   [2023-12-12]. （原始内容存档于2023-12-10）.
81. ↑  中華民國第一屆國民大會. . 國民大會歷次會議實錄影像系統.   [2023-12-12]. （原始内容存档于2023-12-10）.
82. ↑  中華民國第一屆國民大會. . 國民大會歷次會議實錄影像系統.   [2023-12-12]. （原始内容存档于2023-12-10）.
83. ↑  立法院國會圖書館電子藏書：國民大會歷次會議實錄 （页面存档备份，存于）：《第一屆國民大會第六次會議實錄》，1979年5月；《第一屆國民大會第七次會議實錄》，1985年5月；《第一屆國民大會第八次會議實錄》，1991年4月；《第一屆國民大會第二次臨時會實錄》，1991年10月 ：《中華民國全圖》
84. ↑  當時的《國民大會組織法》第十二條：「國民大會設秘書處，置秘書長一人，副秘書長二人，其人選由主席團提請大會決定之，承主席團之命處理全會事務。」
85. ↑  中華民國第三屆國民大會. . 國民大會歷次會議實錄影像系統.   [2023-12-12]. （原始内容存档于2023-12-12）.
86. ↑  司法院. . 司法院. 2019-05-06  [2020-06-04]. （原始内容存档于2020-05-28）.
87. ↑  邱政宗. . 2002年3月 [民國91年3月]. （原始内容存档于2018-02-03）.
88. ↑  官方地圖 將標示蒙古為國家 （页面存档备份，存于）, 自由時報, 2002年10月3日
89. ↑  , Taipei Times, 2002-10-11  [2008-02-05], （原始内容存档于2018-10-01）
90. ↑  . 中華民國外交部.   [2016-09-02]. （原始内容存档于2017-06-21）.
91. ↑  . 中華民國外交部.   [2016-09-02]. （原始内容存档于2021-01-09）.
92. ↑  蒙古國 （页面存档备份，存于），中華民國外交部
93. ↑  行政院大陸委員會：有關外蒙古是否為中華民國領土問題說明新聞參考資料 （页面存档备份，存于）
94. ↑  內政部函：「一、本部前曾於民國87年出版「中華民國全圖」，後因考量銷售量偏低、圖資內容不符現況，目前已停止銷售。」
95. ↑  .   [2012-10-17]. （原始内容存档于2012-04-23）.
96. ↑  大陸地圖 得依中國現狀標示 （页面存档备份，存于）, 自由時報, 2002年11月30日
97. ↑  官方地圖 將標示蒙古為國家 （页面存档备份，存于）, 自由時報, 2002年10月3日
98. ↑  .   [2017-09-30]. （原始内容存档于2017-09-21）.
99. ↑  中央通訊社. . 聯合新聞網. 2017年8月14日  [2017年9月30日]. （原始内容存档于2017年9月30日）.
100. ↑  []袁南生. . 学习时报. 2012-01-16: 第12版：参考文摘 （中文（中国大陆））. 1922年8月，外交总长顾维钧对来访的苏俄副外交人民委员越飞表示，中苏建交的先决条件是苏军从外蒙古撤离。顾维钧的立场毫无疑问是正确的，但奇怪的是，苏军侵入面积等于43个台湾、140个香港的外蒙古，国人舆论却并不站在顾维钧这一边，相反却要求北京政府“无条件与苏俄建交”。此时，不但北京大学生上街示威，新闻机构对外交部大加鞭挞，李大钊也亲自找到顾维钧，对顾的立场表示愤慨，甚至说“把外蒙置于苏俄的统治之下，那里的人民有可能生活得更好”，孙中山也对顾的做法表示反对，到了最后，居然连以吴佩孚为首的各地军阀将领都发电报到外交部，指责顾维钧。[永久]顾维均回忆录
101. ↑  《布爾塞維克》.一九二九年第十期
102. ↑  《中共致蒙古境内中国工人书》. . 中央统战部编: 中央党校出版社. 1991年第1版. 亲爱的工友们！ 本党的代表丁大野同志从蒙古①归来以后知道你们在蒙古的一切情形我们非常的快慰。听说你们曾有一次皮业罢工，中国工人对中国资本家的罢工这是非常之对的。你们从前被中国资本家（商人）欺骗了几十年，他们总是以民族观念引导你们去仇视蒙古人来隐蔽你们（工人）和他们（资本家） 相互之间阶级利益的冲突，所以你们从前上了大当，你们知道中国资本家不仅侵略蒙古而且也剥削中国工人，你们替中国资本家做牛马好几十年了，你们的工钱增加了没有?你们的待遇改良了没有?比方说你们这次皮业工人不罢工皮业资本家会自动的加你们的工钱吗?绝不会的。 资本家这个东西坏透了，英国资本家剥削英国工人，日本资本家剥削日本工人，中国资本家剥削中国工人，可见资本家并不因同一民族关系而减少对于本国工人的剥削这还不明白吗?中国资本家从前以民族观念鼓动你们仇视蒙古人这正是他们的阴谋诡计。你们要知道我们工人只有阶级的分别，没有民族的分别，我们工人只有阶级的利益，没有民族的利益，所以我们工人只有实行阶级斗争，反对民族冲突。蒙古人民从前在中国皇帝军阀资本家压迫之下好几千年了，他们革命成功了，他们建立了自己的独立政府，蒙古独立是应该的，我们工人应该绝对赞成。我们中国工农不愿受中国军阀资本家的压迫，难道蒙古人民可受中国军阀资本家的压迫吗?所以我们工人应该赞成蒙古独立不仅只消极的赞成，而且要积极的帮助。假使中国国民党军阀进攻蒙古的时候，中国工人应该站在蒙古一边，帮助蒙古反抗中国国民党军阀。亲爱的工友们，中国内地革命的工农就是这个态度，他们努力革命要打倒中国国民党政府其目的就是:一方面谋自身的解放，一方面又谋各少数民族的解放。中国国民党军阀如进攻蒙古，中国内地革命的工农一定是尽力帮助蒙古对中国国民党军阀的，你们应该以国内革命工农做你们的好榜样。亲爱的工友们！你们要知道啊！中国国民党军阀是何等残暴呵！中国国民党是我们工农的敌人，我们工农一定要革他的命我们工农才能得到解放。蒙古国民革命党自去年打倒右派后，他们已努力为中产者无产者谋利益，据说他们很热心华工的事体，你们这次皮业罢工，他们也帮忙很大。你们想，蒙古国民革命党这样对你们好，你们就该拥护他，听说中国工人居住蒙古二三十年的都有，至少也是好几年，而且有不少的工友娶了蒙古人做媳妇生了小孩，蒙古已经成了你们的故乡，象这样你们为何不加入蒙古国籍呢?我们劝你们热烈的加入蒙古籍加入蒙古国民革命党和蒙古人一道奋斗，保护蒙古的革命，也就是保护你们自己的利益。亲爱的工友们！中国共产党是工人阶级的政党，他的话是好的，你们要听他的话。我们特此写信给你们，我们并代表国内几百万几千万的革命工农向你们致敬礼！我们高呼: 中国工农和蒙古劳动民众联合起来！打倒中国国民党军阀！打倒帝国主义！拥护蒙古独立！完成中国革命！一切被压迫阶级和被压迫民族解放万岁！中国共产党中央执行委员会. ①此处所说蒙古是指一九二四年十一月二十六日废除君主立宪制成立的蒙古人民共和国。
103. ↑   . 维基文库. 1931年 （中文）.
104. ↑  . 中国经济网.   [2021-11-19]. （原始内容存档于2021-11-19）.
105. 1 2   第2版. 人民出版社. 1991年6月  [2014-08-07]. （原始内容存档于2015-10-16）.。見竹內實編《毛澤東集·第七卷·延安期Ⅲ》收錄的該篇文章以及該文1944年毛選版和1950年代人民出版社版毛選的對比。
106. 1 2  . 马克思主义文库. 1939年12月15日  [2014年8月7日]. （原始内容存档于2014年8月8日）.
107. 1 2  劉益濤. . 中共黨史出版社. 2007年6月15日  [2014年8月7日]. （原始内容存档于2016年3月4日）.
108. ↑  . 新華網.   [2013-02-08]. （原始内容存档于2010-09-21）.
109. ↑  . 《新华日报》. 1941年4月15日. 这次苏日条约中附带的宣言，提到伪满及外蒙古人民共和国的事，这不是苏日过去的关系上久已存在的事实，当着张鼓峰诺门槛战斗时，苏日军队便是在苏联满洲及外蒙古边境地方作战的，所以以后停战及划界委员会也是有外蒙古人民共和国及伪满代表参加的。现在这个宣言，一方面是结束了过去这个有关满蒙的挑衅，另一方面也便是保证了这两方面的今后安全，这丝毫不能也没有变更中国的领土主权。尤其是苏联声明不侵犯‘满洲国’之领土，只是在说明苏联决不以武力侵犯满洲，并不能即解释为苏联已正式承认伪满之独立的国家地位，更不能解释为可以妨碍我们收复东北。
110. ↑  . 《解放日报》. 1945年10月29日. 蒙古人民共和国（外蒙）的全民投票揭晓了！全共和国参加投票的人，一致赞成独立。根据投票的结果，对于多年来外蒙古人民的独立要求，中国政府将正式予以承认。外蒙古独立，是外蒙古人民长期艰苦奋斗所得到的光荣的胜利成果。外蒙古人民在革命以前，所受的压迫是非常沉重的。满清专制皇帝的压迫及代之而起的北洋军阀政府的压迫，沙俄帝国主义的压迫及日本侵略者的压迫，蒙古王公贵族和喇嘛教主的压迫，曾像一条条粗重的铁索，牢牢地捆在外蒙古人民的身上，使他们在长久的岁月里过着苦难的日子。后来，外蒙古人民终于走上了解放的道路。他们在一九一一年推翻了满清专制皇帝的压迫；在一九一七年因俄国十月革命而解脱了沙俄帝国主义的压迫；在一九二一年赶走了与日本帝国主义勾结一气侵入外蒙古的白俄匪帮，同时又挣脱了北洋军阀政府的压迫；在一九二四年又在反教条运动中推翻了王公贵族喇嘛教主的封建统治，建立了蒙古人民共和国。建国以来，他们埋头苦干，推行有利于人民大众的政治、经济及文化各方面的建设，同时又和苏联紧紧地靠在一起，抵抗了「九一八」以后日本帝国主义历次在外蒙边境的侵略；今年对日宣战，在打败日本侵略者的战争中，他们也是有功劳的。从这二十多年外蒙古人民努力不懈的奋斗历史看来，应该说，外蒙古的独立，是外蒙古人民流血牺牲所应该取得的代偿。二十几年来，外蒙古人民已经在落后和贫穷的蒙古的废墟上，建造起一座独立自由和幸福的人民共和国，此次取得了这个代偿之后，在新的胜利鼓舞之下，我们相信，外蒙古人民一定会把共和国建设事业更向前推一大步，外蒙古人民的生活也会更加速向上发展。外蒙古的独立，是得到了苏联伟大友谊的帮助的。在俄国十月革命成功的那一年，苏维埃政府就自动废弃了沙俄时代在外蒙古的一切特权：在一九二一外蒙古人民进行反对白俄匪帮侵略的战争时，苏联红军又帮助外蒙古人民军队共同击败了侵略者，在打走了侵略者之后，苏联红军就自动撤退了；在外蒙古人民共和国进入建设的时期，苏联的帮助也是很多和很大的，例如一九二四年苏联分三期借款给外蒙古修铁路，第一期没有利息，第二、三期只取很低的利息；又如一九三零年苏蒙关于卫生的条约，关于牲畜防疫的条约，一九三四年关于通商及贸易付款的条约，也都完全是在友谊互助原则下签订的；一九三六年又签订苏蒙互助公约，给日本帝国主义及其豢养的伪满伪蒙军以有力的打击，使他们不敢接近外蒙古的大门。最近外蒙古人民共和国举行决定独立的全民投票，又是根据中苏条约所附照会中所规定的原则进行的。从这二十多年苏蒙关系的历史看来，有谁能否认，苏联是以最真诚最平等的友谊对待这外蒙古呢？此次外蒙古独立以后，苏蒙间的友谊一定会更加增进，更加密切。这将有助于保持世界持久和平的事业。中国人民对外蒙古人民的努力和成就，一向是拍手欢迎的，现在这一个新的兄弟国家的独立得到承认，中国人民更应该热烈庆贺。从满清时代起，反动的专制皇帝把外蒙古看作「番邦」，残暴地剥削和压迫外蒙古人民，外蒙古人民早就要求独立了，一九——年就曾一度宣布独立。北洋军阀政府继承满清对外蒙的政策，实行大汉族主义，企图用武力统一外蒙，一九二二年，外蒙古人民又第二次宣布独立。二十三年来，外蒙古的独立始终未得到中国政府的承认，外蒙古与中国的关系，始终得不到一个和平双方人民意愿的解决。这次承认外蒙古独立，解决了这个久态未决的问题，这样做的结果，将会消除过去我国和外蒙古人民之间的隔阂，增进双方的友谊。因此，外蒙古独立了，并不是使外蒙古与中国人民相距更远，相反地，会使双方在友谊上更加靠近。这就打下这样的基础，使我国和蒙古人民共和国有可能亲密地握起手来，在保卫世界持久和平的事业中，永久合作，共同前进。
111. ↑  . 《人民日报》. 1947年6月16日. 【新华社陕北十四日电】莫斯科昨日广播：中国“中央社”散布之中国（指蒋政府）外交部发言人武断声明称：苏联僳帜之飞机曾参加蒙古人民共和国边防部队与中国军队（指蒋军），于六月五日在蒙古与新疆边境上所发生的边境事件。塔斯社奉命声明：中国外交部发言人之上述声明系与事实不符，且为挑拨性之捏造。（按：中央社连日来正大肆造谣苏联飞机配合外蒙部队进入新疆边境。
112. ↑  . 《人民日报》. 1947年6月21日. 【新华社陕北十九日电】塔斯社上海十七日电：真理报记者报导，上海报界对美国国务院发言人就国民党中央社对国民党军队侵犯蒙古人民共和国边境的挑拨性报导所作声明，均加以锐敏的注视。下列事实特别引人注意，即国务院发言人声明，恰恰紧跟在中央社发表上面所说的报导之后。该中央社颠倒事实，说事件发生在距离蒙古人民共和国边境二百英里的中国境内。美国国务院发言人说，关于此事，他仅仅利用来自美国驻新疆领事之情报，他并证实美国领事的情报与中央社报导相一致。这些报导已使人相信，美国驻新疆省会迪化的领事，是附和中央社关于蒙古人民共和国境内北塔山地区事件的报导的。据新疆来沪人谈，美国领事派克斯敦几个月来对新疆东北部苏联，蒙古人民共和国与中国边境地区，表示特别注意。据说四月间他奉美国陆军参谋总长艾森豪威尔之指示，偕同他的车夫伊尔文（此人系来自当地德国人中）在这个地区旅行，拍制边境区域的照片，对地方特点及其他情报甚为注意。这种情况和国务院发言人的声明倒给上海社会人士的传言提供了根据。他们传说，遵照艾森豪威尔的指示，美国驻迪化领事曾参与了蒙古人民共和国边境事件的准备与组织的。这个事件就于六月五日发生在蒙古边境守卫部队与侵犯蒙古人民共和国边境以挑起事件的国民党军队之间。
113. ↑  . 《人民日报》. 1947年8月12日. 【新华社陕北十日电】塔斯社库伦九日讯：蒙古中央机关报顷发表蒙古人民共和国外交部公报，揭发蒋政府制造北塔山事件及侵犯蒙古共和国主权种种事实，公报原文如次：“最近中国国民党报纸以其昭然若揭的挑拨用心发布虚构的消息，谓蒙古人民共和国军队侵犯新疆边境，在北塔山脉一带进攻中国军队。蒙古共和国外交部曾于六月十五日决然驳斥中国中央对此类荒谬报导与中国外交部官方发言人六月十一日在南京记者会上的声明。不料中国外交部非但不设法终止此种国民党报纸的伪造报导，反进而鼓励其传播。蒙古共和国外交部奉命重申：一九四七年六月五日的事件，乃起于中国武装部队的挑拨；远在此次事件以前，中国武装曾一再侵犯蒙古边境，在蒙古共和国境内造成非法行动，在与新疆接壤地蒙古共和国境内掠夺以至杀害蒙古和平居民。例如：一九四六年十月二十日，中国武装二十余人在北塔山脉地区侵入蒙古境内，杀害两名蒙古边防哨兵，掳去和平居民马匹一百零八头，然后向中国境内逸去；一九四七年二月三日，中国武装四十五人再次侵入蒙古共和国，杀死蒙古边防支队长一人及边防哨兵九人后退入新疆；又二月六日，中国武装二十二人侵犯蒙古共和国边境，将蒙古牧人马匹三十二头驱往新疆。同样侵犯蒙古边疆的事件屡有发生，蒙古共和国为避免冲突计，对此类挑拨事件极力容忍；然而当六月五日中国军队在北塔山地区发动更大规模的军事行动时，蒙古边防部队不得已乃采取自卫措施，制止侵犯边疆的行为。蒙古政府曾向中国政府强硬抗议，列举历次中国军队进犯与侵入蒙古人民共和国边境事实与违反国际条例虐待蒙古交涉停战军官与边防军，同时蒙古政府并要求中国政府严厉惩罚上述罪行的肇事人及其参加者，保障今后不再发生类似的侵犯蒙古共和国边疆事件，并保留要求中国政府赔偿其所造成全部损失之权利。但中国政府并未设法制止中国军队的挑拨事件，六月十七日，中国军队四百人再度在北塔山区侵犯蒙古边疆，并深入至那林——哈尔加特河上流五公里处，向该地蒙古边防哨开枪。六月二十七日晚，中国军队三百人携带轻重机枪突然进犯布加尔图、戈尔河上流；六月二十九日晚又在同一地点进攻蒙古边防哨；七月四日晚，中国军队约五百人又突然进攻布加尔图、戈尔河地区蒙古边防哨。此数次中国军队进袭之结果，蒙古边防哨兵被杀十人，伤十一人，并遭受相当的物质损失。这即是中国政府用以掩饰蒙古边疆事件的事实真象。至于中国政府强辩北塔山位于新疆境内的声明，亦毫无事实根据。蒙古人民共和国政府存有来自蒙古与中国的真实历史文据与地图，证明蒙古共和国与新疆边界毫无疑义的系在北塔山脉顶峰以南。蒙古人民共和国政府坚决拒绝中国政府历次的抗议，重申蒙古政府原来的态度，即中国军队不断侵犯蒙古人民共和国边境，中国政府应对此类行动负责。
114. ↑  . 《人民日报》. 1948年3月2日. 【新华社陕北二十八日电】蒙古人民共和国抗议蒋匪政府两度挑衅暴行。塔斯社库伦二十五日讯：蒙古人民共和外交部今日于乌尼恩报发表公报称：中国（指蒋匪）武装骑兵十七名，一月二十二日在托艾何、道洛苏、巴拉克地区越过该国边境，深入该国领土七十五公里后袭击喀卜区基亚奇索莫纳村的居民，农场被袭击者达一百三十个。在中国（蒋匪）骑兵两日的掠夺与杀戮中，男女和平居民死伤若干人，蒙古边防军一名被俘，驼骆与马被抢走一千匹。该公报续称：一月二十八日，中国（蒋匪）士兵又侵入该国领土十五公里，在尼布哈、阿拉戈地区袭击该国岗哨，击毙蒙古边防军两人，并夺去他们的驼骆、武器及私人财物。公报称：蒙古人民共和国政府已为此向中国（蒋）政府提出抗议，要求严惩破坏蒙古共和国边境袭击和平居民与边防军的凶犯，立即释放被俘的蒙古边防军及交还掠去的财物。
115. ↑  . 《人民日报》. 1948年4月9日. 【新华社陕北六日电】蒙古人民共和国抗议蒋匪军队二月二十五日挑衅暴行。据塔斯社库伦三日电称：“乌尼恩”报顷发表蒙古人民共和国外交部公报如下：一九四八年二月二十五日，中国（蒋匪）武装骑兵一队七十余人复进袭伊哈巴克努鲁山区的蒙古人民共和国边防哨，并深入蒙古人民共和国领土达八十公里，掠夺科布多区的阿尔泰、梭英纳村的居民。由于蒙古边防哨采取措施后，中国（蒋匪）部队乃被逐出蒙古人民共和国领土以外。在此次新的武装侵袭中，中国（蒋匪）兵士杀死蒙古农民一人，另有农民数人受伤，赶走骆驼二十六匹、羊五十只。蒙古人民共和国有鉴于此，乃向中国（蒋匪）政府提出抗议，要求采取措施以防止将来中国（蒋匪）部队类似的非法行动发生。蒙古人民共和国保留其要求中国（蒋匪）政府完全赔偿蒙古方面因中国（蒋匪）部队不断袭扰而遭受损失的权利。按此为蒋匪今年向蒙古人民共和国领土所作之第三次挑衅，一月二十二日及二十八日蒋匪军曾两次侵入蒙古人民共和国领土，蒙古人民共和国已于二月二十五日向蒋匪提出抗议。
116. ↑  . 《人民日报》. 1948年1月6日. 蒙古人民共和国面积一百五十万平方公里，人口约九十万。一九二一年，蒙古人民起来革命，成立了独立的革命政府。一九二四年，蒙古人民共和国宣布成立。一九四五年十月，蒙古举行投票。百分之百的人民赞成独立。然而美、英帝国主义及蒋匪却不顾它在击败日本中的功劳，迄今仍反对它参加联合国。根据蒙古宪法，土地、自然资源、工厂、矿山、工业、交通、银行以及干草制造站（为牧人国家现代化重要因素），均为全民财产，由国家经营。这就决定了蒙古人民共和国向非资本主义发展的前途。在却伊巴桑为首的人民革命党领导之下，全国经济政治文化，已焕然一新。
117. ↑  据中国历史学家沈志华所编《朝鲜战争：俄罗斯国家解密档案》中引述的《米高扬就1949年1-2月中国之行给苏共中央主席团的报告》所说：“关于蒙古。毛泽东主动问我们如何对待外蒙和内蒙的统一。我回答说，我们不主张这样的统一，因为这可能导致中国失去一大块领土。毛泽东说，他认为外蒙和内蒙可以联合起来并入中国版图。我对他说，这是不可能的，因为蒙古人民共和国已享有独立，日本投降之后中国政府承认了外蒙的独立。蒙古人民共和国有自己的军队，有自己的文化，以及文化和经济发展的道路，它早就领略了独立的滋味，任何时候都未必会自愿放弃独立。如果什么时候它和内蒙合并，那一定是成立统一的独立的蒙古。”（摘自 俄档案：毛泽东曾两次要求外蒙古回归中国 （页面存档备份，存于））
118. ↑  据中国历史学家沈志华所编《朝鲜战争：俄罗斯国家解密档案》中引述的《米高扬就1949年1-2月中国之行给苏共中央主席团的报告》  俄档案：毛泽东曾两次要求外蒙古回归中国 （页面存档备份，存于）
119. ↑  《師哲回憶錄》
120. ↑  （俄）А.М.列多夫斯基（А.М.Ледовский）. . 《斯大林与中国》 (新华出版社). 1949年7月4日: 第114页.
121. ↑  《当代中国民族工作大事记（1949-1988）》（北京：民族出版社，1989），页3-4。
122. ↑  . 联合早报.
123. 1 2  马保奉：新中国建交内情（五）（礼仪漫谈）——与朝、蒙、越建交 （页面存档备份，存于）. 人民日报海外版
124. ↑  摘自人民日报1949年8月14日第一版刊登的郭沫若写于8月12日的文章《中苏同盟四周年——中苏友好同盟条约四周年纪念日在北平新华广播电台对全国的广播词》。我们应该怎样认识外蒙古独立？ （页面存档备份，存于）
125. ↑  . laoziliao.net.   [2020-03-01]. （原始内容存档于2021-12-19）.
126. ↑  郭沫若：我们应该怎样认识外蒙古独立？ （页面存档备份，存于）
127. ↑  . laoziliao.net.   [2020-03-01]. （原始内容存档于2021-12-19）.
128. ↑  摘自人民日报1949年8月14日第一版刊登的郭沫若写于8月12日的文章《中苏同盟四周年——中苏友好同盟条约四周年纪念日在北平新华广播电台对全国的广播词》。我们应该怎样认识外蒙古独立？ （页面存档备份，存于）
129. ↑  胡華:中苏问题讲话，pp.29-34
130. ↑  .   [2019-08-25]. （原始内容存档于2016-03-09）.
131. ↑  胡華. . 共识网. 2010-08-21  [2017-06-28]. （原始内容存档于2016-06-14）.
132. ↑  . RFI - 法國國際廣播電台. 2012-08-22  [2022-04-23]. （原始内容存档于2021-12-19）.
133. ↑  1949年12月至1950年3月，歷時89日，毛澤東為了與斯大林簽訂《中蘇友好同盟互助條約》，曾對周恩來說：「我們還要搞一個聲明。中華人民共和國成立時，我們已經宣布過舊中國與外國簽定的一切國際協定、條約一概不予承認。但外蒙古獨立是一個例外。外蒙古獨立是國民黨政府辦理的，但是我們尊重蒙古人民1945年的公民投票，他們一致擁護獨立。現在雙方政府經過談判確認蒙古人民共和國的獨立地位。蘇聯也表示支持中國這一立場，同時也希望蒙古發表聲明表個態。」周說：「這樣做比較好。」見汪東興著，〈隨毛主席第一次出訪蘇聯〉，刊《汪東興日記》，第195頁
134. ↑  . 《人民日报》. 1950年7月4日. 大使先生：我很高兴地接受贵大使呈递的蒙古人民共和国小呼拉尔主席团的国书，并感谢贵大使的热忱祝贺。中蒙两国人民之间原已存在有密切的关系，数十年来，由于帝国主义和中国反动统治的挑拨离间，隔断了彼此间的来往。蒙古人民在十月革命的影响下，不但早已脱离了中国的反动统治，建立了真正的人民民主国家，而且正朝着经济、文化建设的发展道路前进，中国人民衷心地为蒙古人民的这一成就庆贺。现在，中国人民革命已基本胜利了，中蒙两国的外交关系业已建立，我相信，这不但将使贵我两国人民间的友谊更加发展与巩固，而且将有助于亚洲及世界的持久和平。我热烈地欢迎阁下出任蒙古人民共和国驻中华人民共和国首任特命全权大使，并愿对贵大使加强两国合作的工作，予以协助。谨祝贵国国家繁荣，人民兴旺，并祝贵国元首健康。（一九五○年七月三日）
135. ↑  . 《人民日报》. 1954年11月26日. 蒙古人民共和国大人民呼拉尔主席团主席扎·桑布同志，蒙古人民共和国总理尤·泽登巴尔同志，蒙古人民共和国外交部长巴·贾尔卡赛汗同志：值此蒙古人民共和国成立三十周年纪念之际，我们代表中国人民和中华人民共和国政府谨向全体蒙古人民、蒙古人民共和国政府和你们表示衷心的祝贺。三十年前，蒙古人民在蒙古人民革命党的领导下以英勇的斗争彻底推翻了反动的封建统治，建立了人民民主的国家。由于蒙古人民的不懈努力和苏联无私的援助，蒙古人民已永远摆脱了贫困和落後，走上了经济繁荣和文化发展的光辉道路。中国人民深为蒙古人民的辉煌成就感到欢欣鼓舞。祝蒙古人民在建设社会主义和保卫世界和平的事业中获得更大的胜利。（中华人民共和国主席毛泽东，中华人民共和国全国人民代表大会常务委员会刘少奇委员长，中华人民共和国国务院总理兼外交部长周恩来）
136. ↑  .   [2013-04-14]. （原始内容存档于2016-03-04）.
137. ↑  把蒋介石集团赶出联合国.《人民日报》.1955年12月15日
138. ↑  . 《人民日报》. 1955年12月16日.
139. ↑  . 《人民日报》. 1955年12月28日. 【新华社乌兰巴托二十七日电】蒙古人民共和国政府十二月二十五日发表了关于联合国组织接纳蒙古人民共和国问题的声明，全文如下：蒙古人民共和国作为一个爱好和平的民主国家早在一九四六年就开始不止一次地提出关于要求被接纳为联合国组织会员国的申请，表示愿意承担联合国宪章所规定的一切义务。九年来一直等待着自己的要求得到满足的蒙古人民完全相信，关于接纳蒙古人民共和国加入联合国组织的问题一定将在联合国大会第十届会议上得到积极的解决。联合国大会以五十二票的压倒多数通过了加拿大关于同时接纳十八国，其中包括蒙古人民共和国，加入联合国组织的建议。但是，在安全理事会讨论联合国大会关于接纳新会员国的建议的时候，关于接纳蒙古人民共和国加入联合国组织的问题由于蒋介石分子的捣乱而延搁了，这件事引起了，并且将继续引起蒙古人民的极大的愤怒。全国各地举行了群众集会和大会，到会者都表示坚决抗议侵犯主权的蒙古国家作为联合国会员国的权利。蒙古人民共和国公众通过了告亚洲和世界人民书，要求立即驱逐蒋介石分子和赋予中华人民共和国在联合国中的合法权利。蒙古人民确信：蒙古人民共和国必将在联合国大会下届会议上获得自己在联合国中的地位。最近，在安全理事会会议上，英国代表曾提出一项提案，建议安全理事会表示希望日本能很快地被接纳进入联合国，苏联代表对这项提案提出修正案，规定在接纳日本的同时也接纳蒙古人民共和国进入联合国。蒙古人民共和国在第二次世界大战时对各国人民的反法西斯侵略作出了实际的贡献，它一贯执行着和平政策，它是完全符合联合国宪章的要求的。大家知道，联合国宪章对加入联合国为会员国没有提出任何条件，仅仅要求新会员国是爱好和平的国家。反对联合国接纳蒙古人民共和国的人提出了完全站不住脚的论据，来为自己对蒙古人民共和国的歧视政策辩解，企图使人怀疑蒙古人民共和国的国家法律地位和否认它的国际地位。举世皆知，独立的、民主的蒙古国家成立以后已经进入了第三十五年，它已经为联合国的许多会员国在法律上所承认。蒙古人民共和国现在同占人类一半以上的国家有外交关系，其中有苏联、中华人民共和国、印度共和国。鉴于以上所述，蒙古人民共和国政府代表蒙古人民的意志和愿望，坚决主张：关于接纳蒙古人民共和国进入联合国的问题应该在联合国下一次讨论接纳新会员国问题的时候就加以肯定的解决。
140. ↑  . 中国邮政报. 2017-10-02  [2017-11-13]. （原始内容存档于2017-11-14）.
141. ↑  . 百分邮票收藏网.   [2017-11-13]. （原始内容存档于2017-11-14）.
142. ↑  George Bush; Brent Scowcroft. . Knopf. 1998年: 第95-96頁. ISBN 978-0-679-43248-7.（英文）
143. ↑  David M. Lampton. . 計秋楓譯. 香港中文大學. 2003年: 第6頁  [2014-04-08]. ISBN 978-962-996-108-4. （原始内容存档于2014-09-25）.
144. ↑  John Tkacik. . 美國: 欧洲安全与合作委員會（英语：Commission on Security and Cooperation in Europe）. 2011-10-12  [2014-04-07]. （原始内容存档于2014-04-08）. But it was interesting to me that 25 years later, in 1989, Deng Xiaoping made just the exact argument to George H. W. Bush.  You know, this is an exchange that picks up an entire page of George Bush's memoir, “A World Transformed.”  But interesting to me is that Mongolia is not even in the index of “A World Transformed.”  Got that entire page, Deng Xiaoping complaining to George Bush about Yalta, the Russians taking over Yalta – taking over Mongolia under cover of Yalta.（英文）
145. ↑  《结束过去，开辟未来》 （页面存档备份，存于），鄧小平文選 （页面存档备份，存于）
146. ↑  . 中国政府网.   [2019-06-23]. （原始内容存档于2019-06-23）.